# Geschiedenis van de spoorwegen in Italië
De geschiedenis van de spoorwegen in Italië begon op 3 oktober 1839 met de opening van een korte spoorlijn in Zuid-Italië in het Koninkrijk der Beide Siciliën. Het traject liep van Napels naar Portici en mat iets meer dan zeven kilometer.

## Ontstaan van de spoorwegen in de verschillende Italiaanse staten voor de Italiaanse eenwording

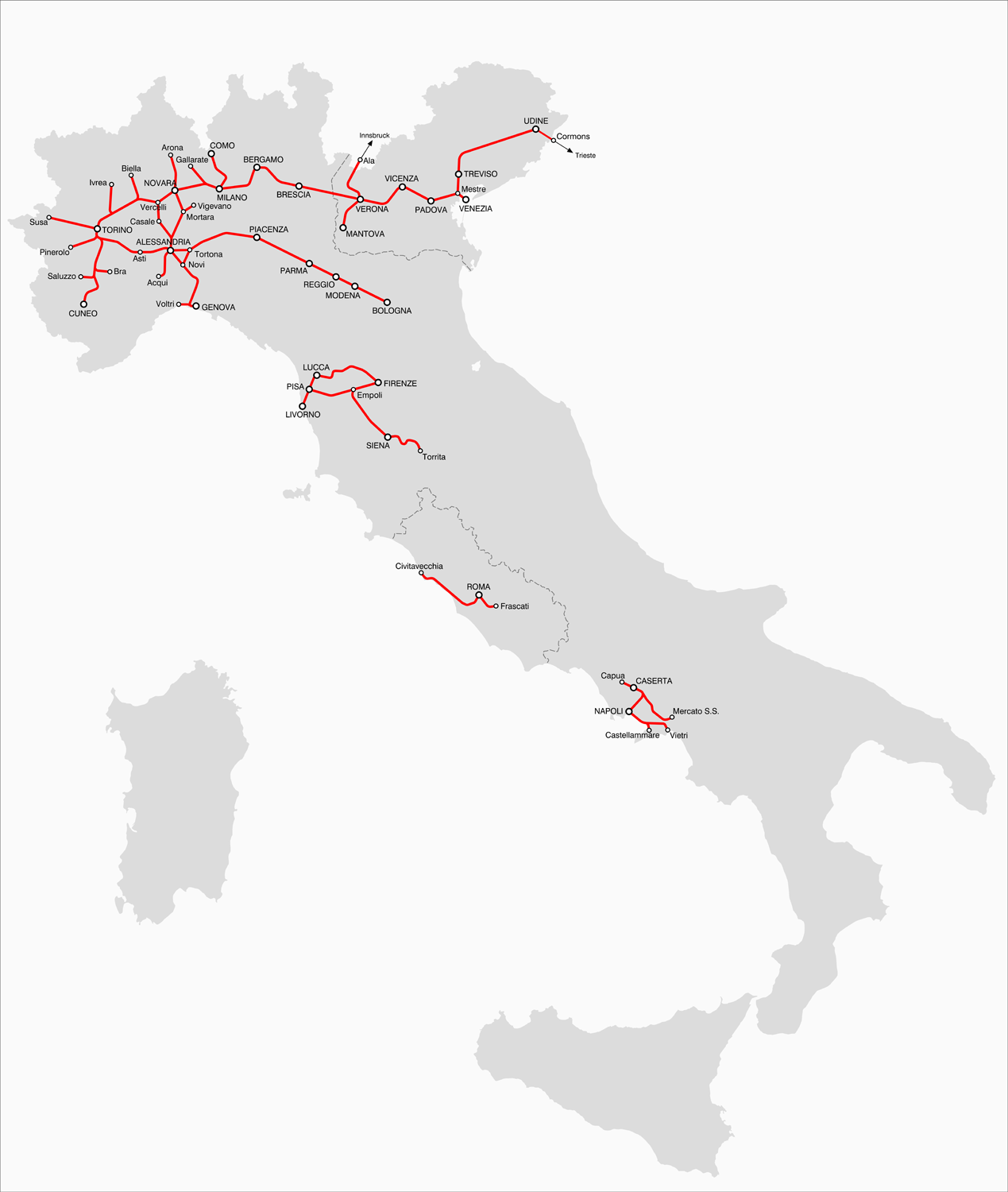
Het spoornet op het moment van de Italiaanse vereniging in 1861

De opening van de Stockton and Darlington Railway in 1825, wereldwijd de eerste commerciële spoorweg, zorgde voor groot enthousiasme in heel Europa. Overal werden plannen gemaakt voor spoorwegen, nu men zag wat voor een geweldig transportmiddel de trein kon zijn voor het personenvervoer, maar ook voor de industrie en de handel.
Anders dan in landen als Engeland en Frankrijk, kende de ontwikkeling van het spoor in Italië een aantal remmende factoren. In de eerste plaats was er het bergachtige karakter van het Italiaans schiereiland, maar ook de politieke verdeeldheid en de invloed van buitenlandse mogendheden in Italië speelden een rol. Vaak bepaalden deze factoren de keuze voor bepaalde trajecten en technologieën en niet de belangen van de Italiaanse bevolking. Een voorbeeld: de keus om Bologna met Pistoia te verbinden kwam voort uit het verlangen van Oostenrijk om het Koninkrijk Lombardije-Venetië te verbinden met de haven van Livorno en niet zozeer vanuit de handelsrelaties tussen Pistoia en Prato. Vooral wilde men troepen en goederen kunnen transporteren ten behoeve van de Oostenrijkse marine, die geen basis aan de Tyrreense Zee had.

### Koninkrijk der Beide Siciliën

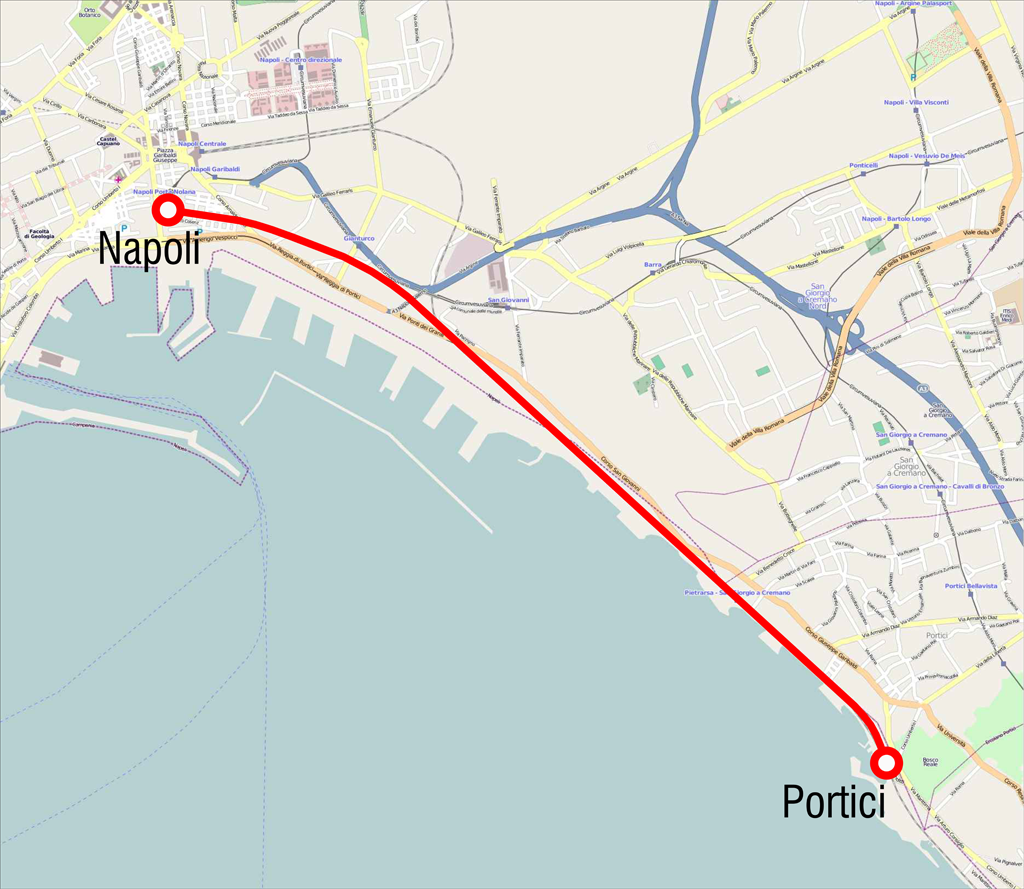
De eerste spoorlijn in Italië

De eerste spoorlijn in het Koninkrijk der Beide Siciliën (Zuid Italië) en Italië was het traject van Napels naar Granatello di Portici, 7.411 meter lang. De lijn werd dubbelsporig aangelegd en op 3 oktober 1839 feestelijk geopend door koning Ferdinand II. Op 1 augustus 1842 bereikte de spoorlijn Castellammare di Stabia en twee jaar later werd de lijn doorgetrokken via Pompeï naar Nocera, hemelsbreed een afstand van 40 kilometer. Daarna stokte de aanleg bij Salerno, op 55 kilometer van Napels. In noordelijke richting werd een spoorlijn aangelegd tot Sparanise, op 48 kilometer van Napels. Tot 1870, ruim na de eenwording van Italië, bleef dit zo.
In 1846 verleende de Bourbon-monarchie een concessie om de spoorlijn te verlengen van Nocera tot aan Mercato San Severino en Avellino. In de jaren 50 werden verder diverse concessies verleend om spoorwegen aan te leggen in Apulië en in de Abruzzen. Deze laatste moesten dan in Ceprano en bij de rivier de Tronto aansluiten op de spoorlijnen van de Kerkelijke Staat. Verder moest er een lijn komen naar Bari met aftakkingen naar Foggia en Brindisi.

#### Locomotievenfabriek van Pietrarsa
Behalve een spoorlijn werd er ook een fabriekscomplex aangelegd, de locomotievenfabriek van Pietrarsa, die meer dan een eeuw zeer belangrijk was voor Italië. De bouw begon in 1840 en er werd tot 1975 spoorwegmaterieel geproduceerd en gerepareerd. Deze fabriek veel ruimer en gunstiger gelegen dan de eerdere fabriek bij het Castel Nuovo in Napels. In 1845 werden de eerste locomotieven gebouwd: met Engelse componenten werden zeven locs gebouwd op basis van Stephenson's Rocket, een in 1843 aangekochte Engelse locomotief. Sinds 1989 huisvest het complex een spoorwegmuseum.
In dezelfde fabriek werd ook begonnen met een school voor machinisten en scheepskapiteins. Ondanks deze grootschalige projecten besloeg het spoorwegnet in 1860 nauwelijks meer dan 120 km. In de laatste jaren van het Koninkrijk (na 1855) werden er nog enkele plannen goedgekeurd voor de uitbouw van het spoorwegnet. Op het moment van de aanhechting bij Italië in 1860 was er 110 km nieuw spoor aangelegd, maar deze trajecten waren nog niet in gebruik genomen.

### Koninkrijk Lombardije-Venetië
De eerste spoorwegplannen van het Koninkrijk Lombardije-Venetië, dat deel uitmaakte van het Keizerrijk Oostenrijk, werden concreet op 2 september 1835, toen de Kamer van Koophandel van Venetië het voorstel in ontvangst nam van twee inwoners van de stad: de zakenman Sebastiano Wagner en de ingenieur Francesco Varé. Hun plan behelsde de aanleg van een spoorlijn tussen de beide hoofdsteden van het koninkrijk, Milaan en Venetië. De onderneming werd toen beschouwd als een titanenwerk, gezien de lengte van het traject en de noodzaak om een brug te bouwen over de lagune van Venetië. Tevens verwachtte men allerlei moeilijkheden, ook vanuit de internationale politiek. Inderdaad vorderde het werk maar langzaam, gehinderd door heftige polemieken, juridische procedures en politieke interventies, zelfs van het Weense keizerlijke hof. In 1842 was het deeltraject Mestre-Padua klaar (29 km) en in 1846 de trajecten Milaan-Treviglio (32 km), Padua-Vicenza (30 km) en de brug over de lagune van Venetië. In 1854 werd het traject Verona-Coccaglio geopend. Met een kleine omweg wilde men nu ook Bergamo op de lijn laten aansluiten.
De spoorlijn werd “La Ferdinandea” genoemd, naar de toenmalige keizer Ferdinand I van Oostenrijk. De spoorlijn Milaan - Venetië werd pas voltooid in 1878, toen het laatste baanvak tussen Treviglio en Coccaglio werd geopend. Dit was een directe verbinding, dus zonder de omweg langs Bergamo die ontwerper Giovanni Milani in 1838 had gepland.
In het augustusnummer van 1836 van het blad Biblioteca Italiana publiceerde Giuseppe Bruschetti een plan voor een spoorlijn van Milaan naar Como. Hij kreeg de steun van Zanino Volta, een zoon van de veel bekendere Alessandro Volta. Het plan zorgde voor een felle discussie tussen Bruschetti en Carlo Cattaneo, die veel onvolkomenheden in het plan ontdekte. Het werd uiteindelijk dan ook niet uitgevoerd, maar opgenomen in het plan voor de spoorlijn Milaan-Monza-Como. Station Como geeft aansluiting op de veerboten over het zeer langgerekte en vertakte Comomeer. Deze spoorlijn werd in 1840 geopend en had een lengte van 12 kilometer. De keizer had de concessie voor de aanleg verleend aan het bedrijf Holzhammer uit Bozen, dat werd geleid door Johann Putzer von Reibegg, een Oostenrijks industrieel.
Deze eerste projecten zorgden voor een reeks andere, zoals de aanleg van de spoorlijn Venetië-Triëst, die vanaf 1885 gerealiseerd werd, in aansluiting op de lijn Wenen-Triëst die via het sella di Camporosso liep. Ook was er een plan voor een spoorlijn van Milaan naar Piacenza, die Noord-Italië zou moeten verbinden met Midden-Italië. Een verwachte aansluiting van Mantua op de “Ferdinandea” leidde tot het plan voor een lijn Mantua-Borgoforte, die dan verlengd zou moeten worden naar Reggio Emilia, waar die dan zou aansluiten op het centraal-Italiaanse spoorwegnet. Er moest ook een spoorlijn komen in de richting van de Ticino-rivier in het westen, om zo Milaan te kunnen verbinden met Turijn, de hoofdstad van het Koninkrijk Piëmont-Sardinië.
In 1859 werd het eerste tracé van de Brennerspoorlijn geopend: van Verona in Lombardije naar Bozen in Zuid-Tirol. Toen was de spoorlijn nog volledig onder Oostenrijks bestuur, want het Koninkrijk Lombardije-Venetië maakte deel uit van het Keizerrijk Oostenrijk, maar na de vereniging van Italië in 1861, bleef Zuid-Tirol tot na de Eerste Wereldoorlog bij Oostenrijk. In 1867 werd Bozen verbonden met Innsbruck.

### Koninkrijk Piëmont-Sardinië
De eerste verzoek om een studie naar spoorwegen in het Koninkrijk Piëmont werd gedaan in 1826, toen een aantal Genuese zakenlieden, de heren Cavagnari, Pratolungo en Morro, het voorstel deed om de havenstad Genua te verbinden met de Po-vallei. Dit liep op niets uit. In Piëmont leefde nog geen sterk enthousiasme voor spoorlijnen. Een ingenieur uit Lombardije, Luigi Tatti, beschreef in 1837 in een studie wat de belangrijkste spoorlijnen waren, die Italië nodig had. Hij schreef hiertoe een omvangrijke “Nota 1” en noemde zichzelf daarbij “Architect van de spoorwegen”. Turijn moest in dit plan het belangrijkste knooppunt van Italië worden. Carlo Ilarione Petitti di Rorto, een adellijke intellectueel uit Turijn, had een diepgravende analyse gemaakt van het vraagstuk van de Italiaanse spoorwegen. Maar toch, zoals de Annali universali di Statistica aangeven, “was er in het begin van 1848 nog geen enkele kilometer spoorweg in bedrijf”. Deze toestand veranderde al gauw en toen de zaak eenmaal in beweging was gebracht, volgden de ontwikkelingen elkaar snel op. Dat gebeurde zo snel dat diezelfde Annali toegeven dat
“het land waarin de spoorwegindustrie het meeste tot bloei is gekomen en dat alle andere Italiaanse staten achter zich laat, is Piëmont”
Op 18 juli 1844 besloot koning Carlo Alberto per Koninklijk Besluit tot de bouw van de spoorlijn Turijn-Genua via Alessandria, dwars door het Apennijnengebergte. Dit vereiste de bouw van de Giovi-spoortunnel (3265 m). Deze werd volledig met mankracht gebouwd en werd officieel geopend op 18 december 1853 en in gebruik genomen op 16 februari 1854. Daarna volgden meer trajecten in Piëmont, zodat vanaf 1859 Zwitserland en Frankrijk per spoor verbonden waren met de Oostenrijkse grens in Lombardije-Venetië.
Anders dan in de andere Italiaanse staten, waar de spoorwegaanleg werd overgelaten aan private partijen, soms zelfs aan buitenlandse partijen (de lijn Napels-Portici was ontworpen door de Fransman Bayard en de Fransen leverden ook het benodigde kapitaal), had in het Koninkrijk Piëmont-Sardinië de staat het initiatief genomen tot de aanleg van spoorwegen in het koninkrijk.
“In 1848 deed in Turijn de heer Protasi verslag namens de Commissie die belast was met de studie naar spoorwegen in het Koninkrijk Piëmont-Sardinië. Hij wees op het nut om drie lijnen aan te leggen: een naar Milaan, een tweede moest het land in noord-zuidrichting doorkruisen en een derde lijn moest lopen van Alessandria naar de Kerkelijke Staat, via Tortona, Voghera, Piacenza, Parma, Reggio en Modena. Op aansturen van Cavour, die het Engelse monopolie in de industrie wilde doorbreken, werd in 1853 in Sampierdarena het staalbedrijf Ansaldo opgericht, dat in de toekomst ook locomotieven en ander materieel zou gaan bouwen. De opvolger van dit bedrijf na diverse fusies is nu de treinbouwer AnsaldoBreda.
PM:Na de vereniging van Italië: Op het eiland Sardinië zelf wordt de eerste spoorlijn, Cagliari-Decimomannu in 1871 geopend door de maatschappij Compagnia Reale delle Ferrovie Sarde.

### Kerkelijke Staat

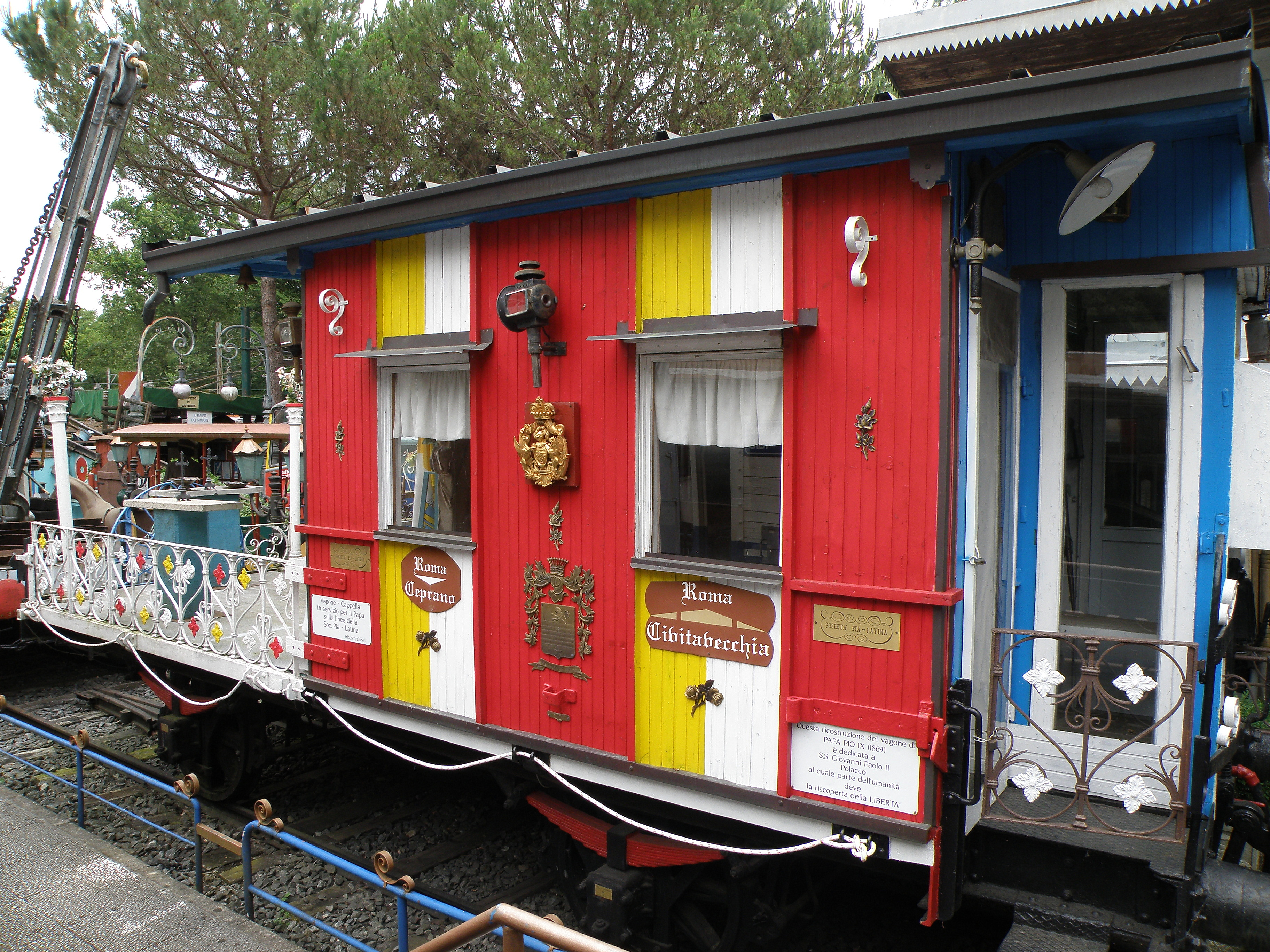
Reconstructie van de kapelwagon, die ten dienste van de paus in bedrijf was op de lijn van de maatschappij Pia-Latina

Paus Gregorius had naar aanleiding van de opening van de spoorlijn in Napels in 1839 gezegd tegen spoorlijnen te zijn en daarom werden er tot aan zijn dood in 1846 geen besluiten genomen over spoorwegen in de Kerkelijke Staat. Toch bestonden er wel enkele losse plannen om in bepaalde lokale behoeften te voorzien, maar van plannen voor een spoorwegnet was geen sprake.
“Op 1 mei 1842 hield ing. Pietro Pancaldi een lezing voor het Landbouwkundig Genootschap in de provincie Bologna met als titel: Plan voor een mogelijke spoorweg in de Provincie Bologna” (Silvio Gallio, Oggi è un'ora di viaggio - La costruzione della strada ferrata tra Milano e Bologna)
De tekst van de lezing werd gepubliceerd in 1844 en op 1 augustus van dat jaar vormde zich een groep van tien voortrekkers, onder wie Pancaldi zelf, twee markiezen van de familie Pizzardi en de componist Gioachino Rossini. Zij presenteerden op 25 september tijdens een audiëntie bij de paus een plan voor een spoorlijn van Ancona naar de grens met Modena. Het plan belandde echter in een la.
Na de verkiezing van paus Pius IX in 1846 kwam er weer schot in de zaak: de Paus benoemde een “Commissie voor de Spoorwegen in de staat van Zijne Heiligheid” en hij richtte een maatschappij op voor het ontwerpen en bouwen van spoorwegen. Dit leidde enkele jaren later tot de aanleg van enkele spoorwegen in Midden-Italië: in 1856 kwam de lijn Rome-Frascati in gebruik, in 1859 de lijn Rome-Civitavecchia en veel later in 1866 de lijn Rome-Ancona. Deze lijn werd ter ere van de paus de Pius-Centraalspoorlijn genoemd. Verder was de Maatschappij voor de Centraal-Italiaanse Spoorweg al in 1851 begonnen met de bouw van de lijn Piacenza-Bologna. Dit werk vorderde langzaam en pas op 21 juli 1859 werd de spoorlijn geopend. Ongeveer 25 km – van de grens met Modena in de buurt van Castelfranco Emilia bij Bologna – van deze lijn bevond zich op het gebied van de Kerkelijke Staat. Onenigheid tussen de verschillende partijen en landen was dan ook de reden voor de vertraging. Deze maatschappij legde ook dwars door de Apennijnen de Porrettana-spoorweg aan. Deze lijn liep van Bologna naar Porretta Terme en dus ook door het gebied van de Paus. De lijn werd in 1864 geopend door koning Victor Emmanuel II.
Ten slotte werd in 1861 in het nieuwe Koninkrijk Italië de lijn Bologna-Ancona geopend, maar de aanleg ervan was uiteraard al begonnen toen de Paus hier nog regeerde.

### Groothertogdom Toscane
In 1838 had ook Groothertog Leopold II van Toscane aan een privé-consortium toestemming gegeven voor de aanleg van de Leopolda-spoorlijn tussen Livorno, Pisa en Florence. In de tweede helft van de 19e eeuw kon de Groothertog zich beroemen op een logisch en uitgebreid spoorwegnet (in grootte het derde van Italië): de Leopolda-spoorlijn Livorno-Pisa-Florence, de Maria-Antonia-spoorlijn Florence-Prato-Pistoia, de lijn Pisa-Lucca en de centrale lijn tussen Empoli en Siena. In die tijd begon ook de bouw van de lijn Lucca-Pistoia en deed men studie naar de verbindingen Florence-Chiusi en Florence-Bologna, waarbij de Apennijnen overgestoken moesten worden. Zo moest ook Florence worden opgenomen in de noord-zuidstructuur van het Italiaanse spoorwegnet.

### Hertogdom Lucca
Hertog Karel Lodewijk van Bourbon-Parma van het hertogdom Lucca, gaf toestemming voor de aanleg van drie spoorlijnen vanuit Lucca in de richtingen van Aulla, Pisa en Pistoia. Buiten de muren van het oude stadscentrum verrees een stationsgebouw, dat was ontworpen door Giuseppe Pardini en Enrico Pohlmeyer. De lijn naar Pistoia werd pas voltooid na de aanhechting van het Hertogdom Lucca aan het Groothertogdom Toscane in 1847. De lijn werd toen verbonden aan de Maria-Antonia-spoorlijn, wat voor een doorgaande verbinding Florence-Prato-Pistoia-Lucca zorgde. Politieke verwikkelingen vertraagden de aanleg van de lijn naar Aulla, zodat die pas in 1892 met de bouw van de Pontremoli-spoorlijn (Parma – La Spezia) voltooid zou worden.

### Hertogdom Modena
Ingeklemd tussen Lombardije-Venetië en de Kerkelijke Staat, kon het hertogdom Modena niet anders dan meegaan met de ontwikkelingen op spoorweggebied van de omliggende staten. Omdat de Kerkelijke Staat tot aan de komst van Pius IX geen interesse toonde in spoorwegen, zette de hertog van Modena zich in voor een spoorverbinding door de Apennijnen naar Lucca en zo naar de Middellandse Zee. Ook al zou dit project goed zijn voor de economie van de bergvalleien waar de spoorlijn doorheen zou moeten gaan (zoals ook gebeurde met de gebieden waar de Porrettana-spoorlijn doorheen ging), de economische toestand van deze kleine staat liet de bouw van een zo complexe spoorlijn niet toe. De zaken veranderden voor Modena in 1851 met de Conferentie van 1 mei, waarbij vijf Italiaanse staten gezamenlijk een concessie verleenden voor een op te richten Maatschappij voor de Centraal-Italiaanse spoorwegen. De hertog had zeggenschap over het traject van de rivier de Enza (grens met het hertogdom Parma) tot aan Castelfranco Emilia (de grens met de Kerkelijke Staat).

### Hertogdom Parma
Parma had met een zelfde soort situatie te maken als Modena. De hertogen waren nauw verbonden met de keizerlijke familie van Oostenrijk en dat maakte de ontwikkeling van de spoorwegen in het hertogdom er niet gemakkelijker op. Toch
“kregen enkele ingenieurs uit Milaan in februari 1842 toestemming van de regering van Parma om in het hertogdom de noodzakelijke technische studies uit te voeren voor de aanleg van een spoorlijn, die van het koninkrijk Lombardije-Venetië via Piacenza en Parma naar Modena moest leiden.”
“De Milanese ingenieurs richtten zelfs verzoeken aan de koning van Piëmont in Turijn. Zij vroegen hem om de moeite te nemen de hertog van Parma er toe aan te zetten om vrij baan te geven aan de aanleg van spoorwegen. Het is zo een nogal paradoxale situatie dat Oostenrijkse onderdanen steun zoeken bij de vijand, de koning van Piëmont-Sardinië, om concessies te krijgen op een gebied dat toebehoorde aan de Habsburgers.”
Op 10 januari 1848 gaf de nieuwe hertog van Parma met een decreet eindelijk toestemming
“aan de Milanese ingenieurs Giuseppe Deluigi, Baldassare Lejnati, Salvatore Caccianino, Carlo Minuti-Cereda en Francesco Pasetti om, overeenkomstig de geldende wet- en regelgeving in onze Staat en met inachtneming van iedere vergoeding waartoe hun werkzaamheden aanleiding geven, de noodzakelijke studies ter plaatse voor de vorming van een technische aanpak van de bouw van spoorlijnen van Parma tot aan het gebied van Este en van Piacenza tot aan de grens met het koninkrijk Piëmont-Sardinië, de welke spoorverbindingen zullen moeten aansluiten op de al gedecreteerde spoorlijn van Piacenza naar Parma.”
Het ging dus slechts om “studies ter plaatse” voor een “technische aanpak”, maar het begin was er. De werkzaamheden begonnen na de eerder genoemde Conferentie van 1 mei van de “Vijf Verheven Heersers” in 1851. De hertog zette op 16 november in Parma de eerste schep in de grond voor de bouw van de eerste spoorlijn in het Hertogdom. De lijn liep van Parma naar Colorno, waar een groot paleis van hem stond.
De verbinding van het hertogdom met de Middellandse Zee bracht daarentegen twee grote moeilijkheden met zich mee. Parma lag op een te strategisch belangrijke positie: vlak bij de grens met het koninkrijk Piëmont, de erfvijand van Oostenrijk. In de tweede plaats verbood de hertog van Modena – die alleen geïnteresseerd was in een verbinding die vanuit de hoofdstad Modena door zijn gebied ging – absoluut dat de spoorlijn door zijn gebieden rondom Massa-Carrara heen ging. Zo bleek een verbinding van Parma naar Pisa en Livorno niet mogelijk. Pas na de eenwording van Italië kwamen er weer nieuwe mogelijkheden. Zo laat deze geschiedenis goed de beperkingen zien, waartoe de politieke verdeeldheid op het Italiaanse schiereiland leidde.

### Enkele overwegingen
De ingewikkelde politieke situatie op het Italiaanse schiereiland en de moeilijkheden om aan kapitaal te komen (vaak moest dat komen via akkoorden met staten en banken van buiten Italië) maakten dat de verwachtingen vaak niet werden verwezenlijkt. Soms werden spoorlijnen al aangelegd verklaard, terwijl ze zich nog in de ontstaansfase bevonden of slechts gedeeltelijk aangelegd waren. Dergelijke gebeurtenissen zorgen voor de vele tegenstrijdigheden die men tegenkomt wanneer men tot het daadwerkelijk aangelegde aantal kilometers spoorlijn in de periode voor de eenwording van Italië wil bepalen. Men gaat ervan uit dat vlak voor de Italiaanse eenwording in 1860 het spoorwegnet in Piëmont al meer dan 800 km bedroeg (volgens sommigen moet daar nog ten minste 50 km aan spoorweg in aanleg aan toegevoegd worden, maar ook 30 km van afgetrokken worden vanwege elkaar overlappende trajecten). Het spoorwegnet van Lombardije-Venetië bedroeg al ruim 500 km, dat van Toscane ruim 300 km, dat van het koninkrijk der Beide Siciliën iets meer dan 120 km, terwijl de Kerkelijke Staat 101 km spoorweg had. Hierbij kwamen nog enkele buiten gebruik geraakte lijnen en sporen in de kleinere Italiaanse staten.
Op Sicilië werd pas in 1863 tussen Palermo en Bagheria de eerste (en zeer korte) spoorlijn geopend.
De obstakels waardoor Italië achterop raakte met de spoorwegen zijn dus slechts ten dele toe te schrijven aan het bergachtige landschap, maar vooral aan de politieke en economische situatie. De aanleg van spoorwegen was in elke staat weer anders vanwege onderling verschillende economische en politieke belangen. In iedere staat werden weer ook weer andere manieren en systemen gebruikt. Ook op militair vlak kregen de spoorwegen steeds meer belang en ze werden dan ook steeds intensiever ingezet voor het leger. De spoorwegen bleken bijvoorbeeld ook een beslissende rol te spelen bij de nederlaag van koning Carlo Alberto van Piëmont bij Peschiera del Garda, omdat de Oostenrijkers in korte tijd grote hoeveelheden troepen konden aanvoeren. Ook de nederlagen van de Oostenrijkers bij Palestro en Magenta werden door de spoorwegen beslist, omdat de Fransen snel versterkingen konden laten aanrukken via de spoorlijn Turijn-Milaan. Langs het spoor legden ze ook een verdedigingslinie aan, waarbij ze het talud gebruikten als een soort loopgraaf.

## De spoorwegen in het verenigde Italië

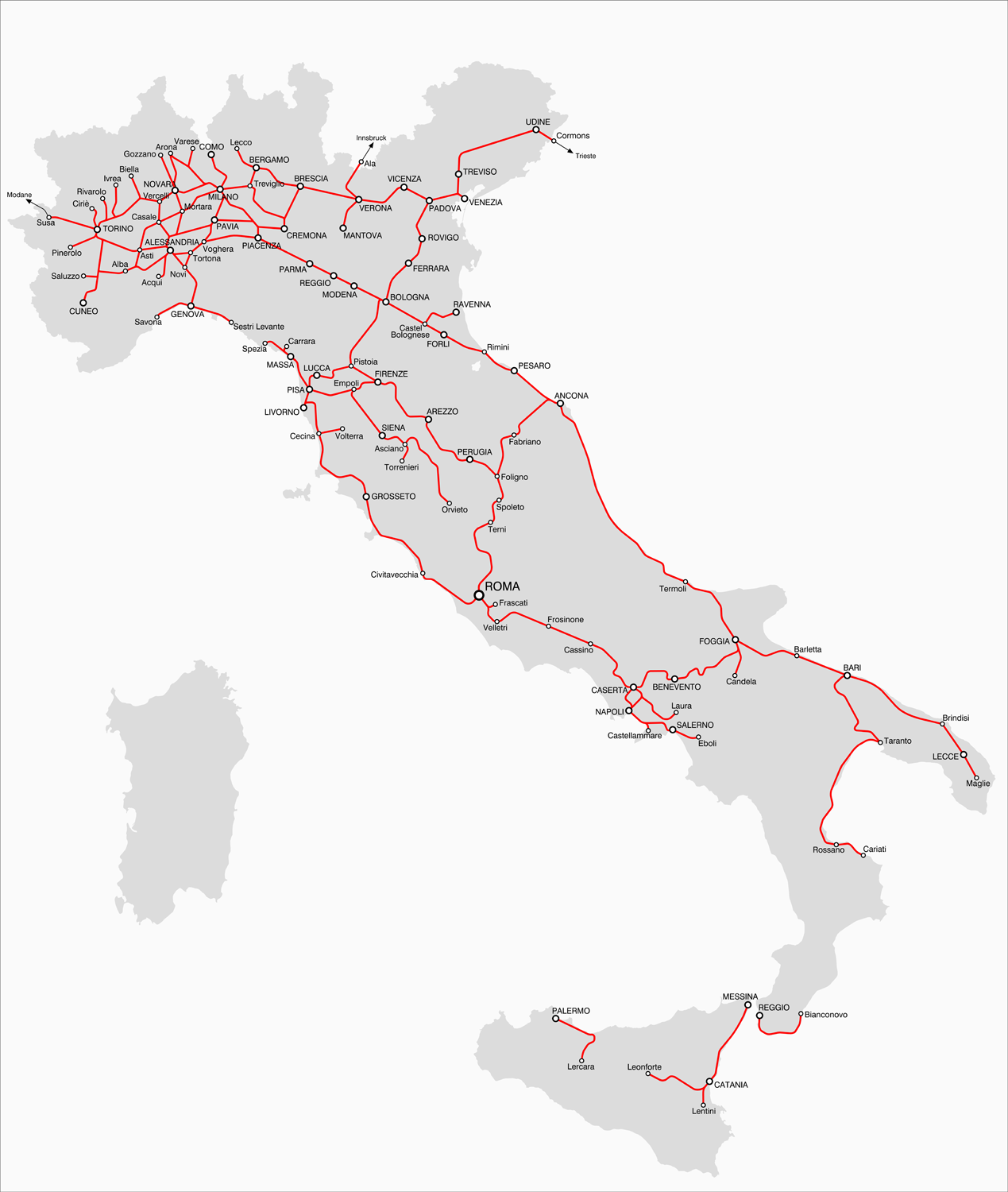
Spoorkaart van Italië in 1870 na de vereniging

Bij het ontstaan in 1861 van het Koninkrijk Italië was er in het land een spoorwegnet van 2025 km (volgens anderen 2189 km). Slechts 18% hiervan was in het bezit van de staat en nog eens 7% procent werd slechts door de staat geëxploiteerd. De resterende 75% was verdeeld over wel 22 private maatschappijen, waarvan het kapitaal grotendeels in buitenlandse handen was. Zoals eerder aangegeven, vormde het spoorwegnet niet een organisch geheel en op het punt van de exploitatie was de situatie erg onoverzichtelijk. Er waren immers 22 private maatschappijen met ieder hun eigen bestel, regels en concessies. Er waren spoorwegen in staatseigendom, die ook door de staat geëxploiteerd werden, er waren private spoorlijnen, die met privékapitaal geëxploiteerd werden en er waren private spoorlijnen, die door de staat geëxploiteerd werden.

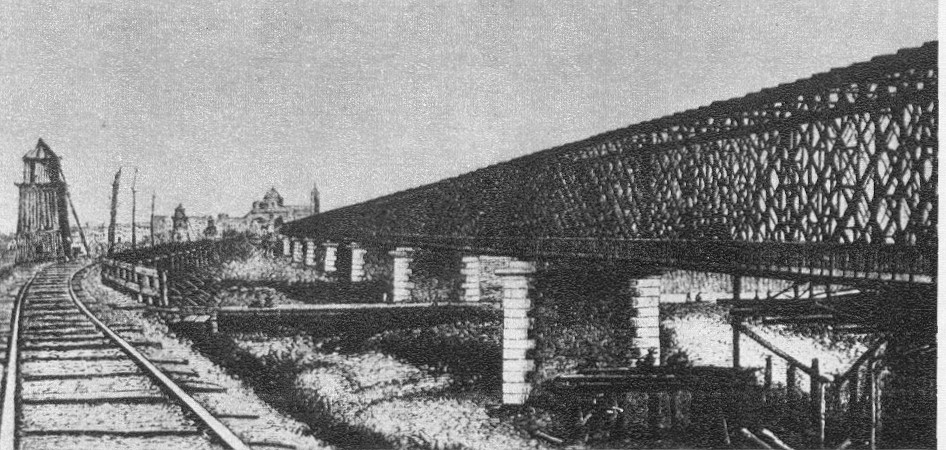
De brug over de Po uit 1865

In de paar weken in 1860 waarin Giuseppe Garibaldi als alleenheerser over Napels heerste, had hij bij decreet besloten dat op staatskosten voor 987 km aan spoorweg werd aangelegd. Om de spoorwegen van de Kerkelijke Staat te verbinden met die van het voormalige koninkrijk Napels (zowel aan de westkust als aan de Adriatische Zee) belastte hij de “Società Adami e Lemmi” hiermee. Deze concessie werd later bevestigd door de regering van Italië. Korte tijd later herriep de regering deze overeenkomst en droeg de concessie over aan de Società Vittorio Emanuele (die vooral met Frans kapitaal opereerde), terwijl het eigen staatsbelang van de hand werd gedaan voor wat betreft het aandeel in het spoorwegnet in Piëmont. In deze ingewikkelde situatie lukte het graaf Pietro Bastogi om met de steun van de Cassa di Commercio e Industria in Turijn en van andere banken om een kapitaal van 100 miljoen lire bij elkaar te krijgen. Zo verwierf hij in 1862 de concessie voor de zuidelijke spoorwegen, waartoe op 21 augustus van dat jaar een wetsontwerp werd aangenomen. De maatschappij werd op 18 september in Turijn opgericht als Società italiana per le strade ferrate meridionali (Maatschappij voor de spoorwegen in Zuid-Italië) met Bastogi als voorzitter en baron Bettino Ricasoli en hertog Giovanni Baracco als vicevoorzitters. Deze maatschappij was het eerste grote spoorwegbedrijf van Italië en was gevestigd in Florence. De leiding van het bedrijf bestond uit Italianen en het bedrijf was opgericht met Italiaans kapitaal. De aandelen waren op de beurs verhandelbaar. In juni 1862 werd tevens een overeenkomst getekend voor de aanleg van de Adriatische lijn van Ancona naar Otranto. De maatschappij voltooide ook de bouw van het centraal station van Napels, waarvan de eerste plannen al uit 1860 stamden. In 1867 werd de bouw voltooid met een grote overkapping in glas en staal van de Napolitaanse architect Alfredo Cottrau.
Eind 1864 zag de situatie er als volgt uit: er waren 566 km spoorwegen die direct door de staat geëxploiteerd werden, 502 km was in het bezit van 14 kleine maatschappijen in Noord-Italië, 743 km van de Società lombarda e dell’Italia centrale, 292 km van de Livorno-maatschappij, 224 km van de Maremmana, 171 km van de Centrale Toscana, 383 km van de spoorwegen rond Rome, 482 km van de Meridionali en 32 km van de Vittorio Emanuele. In totaal ging het om 3395 km en er waren plannen voor nog eens 3281 km. Hiervan zouden 1127 km aangelegd worden door de Società Vittorio Emanuele, die concessies had voor spoorwegen in Calabrië en op Sicilië.
Het was noodzakelijk om te komen tot een logisch spoorwegnet op landelijke schaal, om zo de verschillende lijnen en spoorwegnetten met elkaar te kunnen verbinden. Tot dan toe waren spoorlijnen vooral aangelegd met het oog op lokale belangen. De staat moest zo dus enorme bedragen vrijmaken. In de tien jaar na de eenwording kwam dit bedrag op 451 miljoen lire, waar nog 127 miljoen bij kwam van obligatiehouders bij de spoorwegmaatschappijen en 413 miljoen aan subsidies voor nog op te leveren spoorwegen. Op 14 mei 1865 vaardigden de minister van Openbare werken Stefano Jacini en de minister van Financiën Quintino Sella een wet uit, waarmee de staat enige orde wilde aanbrengen in het chaotische spoorwegsysteem. In de eerste plaats werd er een onderscheid gemaakt tussen staatsspoorwegen en private spoorwegen. Er werden normen vastgesteld voor de aanleg en exploitatie, waarbij de staat geen subsidies meer zou geven, maar alleen nog rentedragende leningen. De concessies moesten bij wet verleend worden met daarin de vaststelling van de voorwaarden voor vervroegde aflossing, of voor de looptijd van de concessie en ten slotte regels voor de winstdeling van de staat boven een zeker basisbedrag. Dit alles was om de ontwikkeling van de spoorwegindustrie te ondersteunen en om de talrijke maar kleine spoorwegbedrijven te verenigen. Deze bevonden zich vooral in het noorden, waar het spoorwegnet het dichtst was. De hoofdspoorlijnen werden toevertrouwd aan vijf daartoe aangewezen maatschappijen:

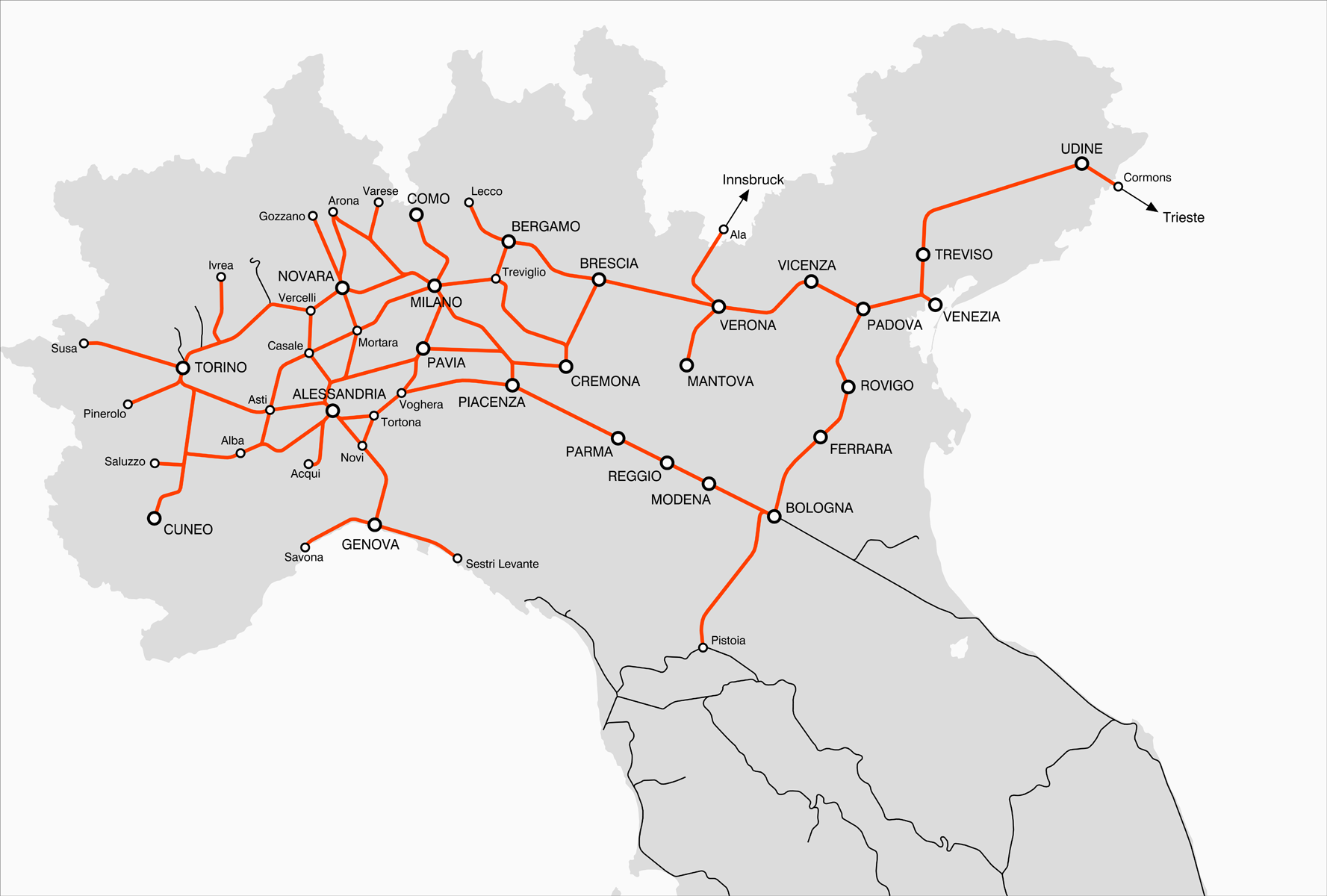
Spoornet van de SFAI in 1870

- De Maatschappij voor de Spoorwegen in Noord-Italië (SFAI), gecontroleerd door de Parijse tak van de Rothschild-familie, beheerde ongeveer 2200 km spoorweg;
- De Maatschappij voor de Spoorwegen in Rome (SFR) was de opvolger de maatschappij met dezelfde naam uit 1861 en beheerde 2060 km.
- De Maatschappij voor de Spoorwegen in Zuid-Italië (SFM) had 1771 km
- De Maatschappij Vittorio Emanuele had 1474 km en
- De Koninklijke Maatschappij voor de Spoorwegen op Sardinië had 414 km.

Hierna begon men met de werkzaamheden om de verschillende losse einden met elkaar te verbinden en om nieuwe spoorlijnen aan te leggen. Zo moest er een enigszins organisch spoorwegnet ontstaan, maar het spoorwegnet bleef nog lang onhandig en soms regelrecht onlogisch van opzet.

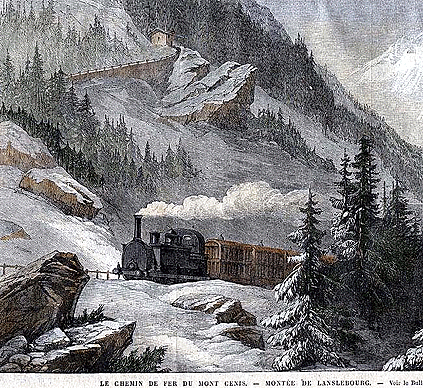
De Mont Cenis-spoorlijn

Een voorbeeld van dit laatste is te vinden in Piëmont waar in 1866 toestemming werd gegeven om met Engels kapitaal de Mont Cenis-spoorlijn aan te leggen. Deze lijn werd gebouwd als tandradspoorweg volgens het Fell-systeem en moest de concurrent worden van de Frejus-tunnel in aanbouw. De investeerders gokten er hierbij op dat de lijn verder doorgetrokken zou worden. Dankzij de Mont Cenis Railway Company kreeg men zo een voorsprong van enkele jaren op de spoortunnel (van 1868 tot 1871). Grote technische moeilijkheden werden overwonnen om over de Mont Cenispas (2000 m) te komen. De uiteindelijke balans van het project was negatief, hoewel de technische prestatie zeker tot de verbeelding sprak. De tandradspoorlijn werd onmiddellijk overbodig door de grote voordelen van de nieuwe spoorlijn Turijn-Modane, die maar tot een hoogte van 1300 m hoefde te klimmen.
Alleen de SFAI bezat een spoorwegnet dat al in grote lijnen operabel en winstgevend was en na de derde onafhankelijkheidsoorlog in 1867 kwam het bedrijf ook in het bezit van de voormalige Oostenrijkse spoorwegen in Noordoost-Italië. De maatschappijen voor Rome en Zuid-Italië moesten de helft van hun spoorwegen nog aanleggen, terwijl de maatschappijen Vittorio Emanuele en Sardinië bijna alle geplande lijnen nog moesten aanleggen. Het systeem raakte vrijwel onmiddellijk in crisis, ook ten gevolge van de economische inspanningen voor de oorlog van 1866. Aan het eind van het jaar waren er slechts 5258 km spoorlijn in bedrijf met een jaaropbrengst van 79,2 miljoen lire. Dit toonde aan hoe zwaar de economische crisis was waarin Italië verkeerde. De maatschappij Vittorio Emanuele en de SFR gingen failliet, zodat de staat moest ingrijpen om de voortgang van de werkzaamheden en de exploitatie te verzekeren. Alleen de SFM had eind 1866 de Adriatische spoorlijn van Ancona naar Brindisi in bedrijf genomen. Dit was de eerste grote noord-zuidverbinding in Italië. In de notulen van de eerste regering van Italië staat geschreven: “Binnenkort zal de haven van Brindisi, opnieuw tot leven gewekt, in haar schoot de Indian Mailtrein ontvangen, een duidelijk teken dat de wereldhandel zich opnieuw in onze zeeën zal afspelen. Enkele dagen geleden (24 mei), dankzij de grote vlijt die is tentoongespreid door de Società delle Meridionali en ondanks de moeilijkheden van allerlei aard die men moest overwinnen, bereikte de locomotief de poorten van Brindisi.” In 1866 was het dus mogelijk geworden om heel Italië van Turijn tot Lecce te doorkruisen en om van Milaan naar Rome te reizen via Perugia en Terni. Op Sicilië kon men per spoor van Palermo naar Termini Imerese reizen (ruim 30 km).

### Van 1870 tot aan de nationalisering van het hoofdspoorwegnet
In 1870 was er iets meer dan 6000 km aan spoorweg in bedrijf. Toen ontstonden ook de eerste internationale verbindingen. In september 1871 zorgde de spoortunnel van Frejus ervoor dat de Engelse Indian Mailtrein door kon rijden naar Italië, waardoor Marseille niet meer het eindpunt was, maar Brindisi. In 1869 hielden Duitsland, Zwitserland en Italië in Bern een Gotthard-conferentie en besloten een spoortunnel te bouwen. De Gotthardtunnel werd in 1882 geopend en verbond Duitsland via Zwitserland met Italië, zonder Franse of Oostenrijkse spoornetten te gebruiken.
In de Kerkelijke Staat was Rome inmiddels verbonden met Frascati, Civitavecchia, Terni en Cassino (via Velletri). Bij deze eindstations waren ook bescheiden stationsgebouwen neergezet. In 1872 was er in Italië in totaal bijna 7000 km aan spoorlijnen, waarvan de exploitatie grotendeels (voor 6470 km) werd verzorgd door vier maatschappijen:
- Maatschappij voor de Spoorwegen in Noord-Italië (SFAI) met 3006 km
- Maatschappij voor de Spoorwegen in Rome (SFR) met 1586 km
- Maatschappij voor de Spoorwegen in Zuid-Italië (SFM) met 1327 km
- Maatschappij voor de Spoorwegen op Sardinië en Sicilië met 551 km

De andere spoorlijnen waren verdeeld onder diverse kleinere ondernemingen. Het ging dan om lijnen van secundair belang met een vooral lokale functie.
Met de eenwording van Italië kregen ook andere spoorwegprojecten een nieuwe impuls: in 1875 werd het traject Orte-Orvieto in gebruik genomen. Hiermee was de directe verbinding tussen Rome en Florence een feit en hoefde er niet meer omgereisd te worden op het oude traject via Terni en Perugia.
In ditzelfde jaar deed de regering Minghetti-Spaventa een eerste poging om de lijnen in concessie op te kopen om ze in één beheersmaatschappij onder te brengen, maar het parlement stemde tegen dit voorstel en bracht zo de regering ten val. Ondertussen stapelden de negatieve financiële resultaten zich op bij de secundaire spoorlijnen, die te weinig reizigers- en goederenvervoer hadden. Deze lijnen zorgden al snel voor een faillissement van het systeem waarin met concessies gewerkt werd.
In deze periode kwam in de rest van Europa de directe exploitatie van de spoorwegen steeds meer in handen van de overheid, omdat de maatschappijen alleen aandacht voor het economisch nut van de spoorlijnen had en veel minder voor de sociale functie, waardoor heel veel achtergebleven gebieden verstoken bleven van goede verbindingen.
De bemoeienis van de Italiaanse staat ging evenwel gepaard met de bekende bureaucratische stroperigheid. Toch werden in 1878 en 1880 wetten aangenomen, waarbij de spoorlijnen van de SFAI en de SFR in staatseigendom kwamen. Deze maatschappijen kenden grote tekorten op de begroting, terwijl ze tevens het belangrijkste deel van het hele Italiaanse spoorwegnet omvatten.
De afkondiging in 1879 van de wet Baccarini (genoemd naar de indiener ervan, Alfredo Baccarini, die Minister van Openbare Werken was in de regering Depretis IV) legde de voorwaarden neer voor een meer planmatige ontwikkeling van het spoorwegnet en stelde ook de prioriteiten vast en de financieringsmethoden. Ten gevolge daarvan kwam een reeks projecten op gang in alle delen van het land. Er werd begonnen met de aanleg van 6000 km aan ‘aanvullende’ spoorlijnen en dit zorgde ook voor een stimulans voor de bouw van locomotieven en ander rollend materieel. In 1885 kon de binnenlandse productie van locomotieven aan ongeveer 2/3 van de vraag voorzien, terwijl eerder het grootste deel van het materieel geïmporteerd werd.

### De contracten van 1885: exploitatie door drie private partijen
De eerdergenoemde wet uit 1865 kon, ondanks alle goede bedoelingen, niets doen aan het gebrek aan Italiaans kapitaal. Dit leidde tot een enorme toestroom van buitenlands kapitaal, vooral uit Engeland en België. Deels waren dit directe investeringen van grote banken en deels ging het om aandelenemissies aan de beurs van Parijs. De Rothschilds in Parijs en in Wenen hadden een belangrijke rol in de vorming en in het beheer van grote NV’s, waarvan de aandelen en obligaties een notering hadden aan de beurs van Parijs. Deze bank was ook actief in Italië en haalde geld op via de beurs van Milaan. De aanwezigheid van buitenlandse partijen wekte enige achterdocht op omdat men vermoedde dat achter de investeringen in het spoor andere belangen schuil gingen, namelijk industriële belangen om locomotieven en ander materieel in Italië te kunnen verkopen. Volgens enkele critici werden er zelfs spoorwegen aangelegd om toegang tot grondstoffenmijnen te krijgen of tot andere gebieden met economisch belang voor buitenlanders en met niet zozeer een belang voor Italië. Omdat de problemen met de exploitatie bij veel spoorwegmaatschappijen bleven voortduren, werd er een parlementaire onderzoekscommissie ingesteld. De conclusies en aanbevelingen van deze commissie waren weliswaar weinig samenhangend, maar pleitten wel voor exploitatie door private maatschappijen en werden ook voor het grootste deel aangenomen door het parlement. Op 6 maart 1885 werden voor de duur van 60 jaar (onderverdeeld in drie perioden van 20 jaar) speciale contracten gesloten tussen de staat en drie private maatschappijen. Ten gevolge hiervan werd het spoorwegnet onderverdeeld in drie sectoren: de spoorwegen aan de kant van de Adriatische Zee (het Adriatische Net) werden toegewezen aan de SFM. De Maatschappij voor de Mediterrane spoorwegen kreeg de lijnen toegewezen aan de westkant van Italië en de Maatschappij voor de Siciliaanse Spoorwegen moest de spoorwegen op Sicilië exploiteren. De spoorwegen op Sardinië en enkele kleine private spoornetwerken vielen buiten deze contracten.
De spoorlijnen die aan de drie grote maatschappijen toegewezen werden, hadden een totaal van 8640 km en werden als volgt verdeeld:
- Het Adriatische Net (RA) bezat 4379 km spoorwegen, waarvan een deel al eigendom was van de SFM, omdat die deze lijnen in het verleden zelf al had aangelegd.
- Het Mediterrane Net (RM) bezat 4171 km spoorwegen van verschillende herkomst
- Het Siciliaanse Net (RS) zou 1100 km spoorwegen exploiteren (die voor een deel nog aangelegd moesten worden) en ook de toekomstige veerverbinding over de Straat van Messina.

De nieuwe regeling bepaalde ook dat het toezicht op de aanleg en de exploitatie uitgeoefend zou worden door het Ministerie van Openbare Werken door middel van een Inspectoraat Generaal voor de Spoorwegen. Daarvoor werd het toezicht uitgeoefend door een Koninklijk Commissariaat Generaal.
Toch slaagde de staat er niet in om de moeilijke financiële situatie op het spoor te saneren. Dit verlamde de ontwikkeling van de spoorwegen en de negatieve effecten hiervan raakten ook het toerisme. Het stelsel op basis van de contracten uit 1885 moest de problemen bij de spoorwegen oplossen, maar vergrootte daarentegen de problemen juist en zadelde de overheid met een moeilijke erfenis op.
De maatschappijen waren gedwongen om spoorlijnen in bedrijf te houden waarop de verliezen groter waren dan de winsten die op drukkere lijnen gemaakt werd. Deze verliezen slorpten bijna de hele bijdrage van de staat op. De maatschappijen kwamen hierdoor jaarlijks 300 miljoen lire te kort.
Ondertussen breidde het spoorwegnet zich steeds verder uit. Eind 19e eeuw lag er al 10.500 km spoor. In dezelfde tijd begonnen ook de eerste experimenten met elektrische locomotieven. Men hoopte op die manier de kosten naar beneden te kunnen brengen. In 1898 stelde de Minister van Openbare Werken, ing. Giulio Prinetti, een technische commissie in (de Commissie Nicoli-Grismayer), die de twee grootste spoorwegmaatschappijen opdroeg om te onderzoeken wat het meest geschikte systeem voor elektrische tractie kon zijn in Italië. In 1899 begon men op de trajecten Milaan-Monza en Bologna-San Felice met de eerste testritten met accutreinen (de elektromotor wordt dan gevoed door accu’s in de trein). Ook werd er getest met 650-volt gelijkstroom via een derde rail (op het traject Milaan-Varese). Op de lijnen in de Valtellina experimenteerde men met een elektrificatiesysteem dat wereldwijd navolging zou vinden. Als eerste ter wereld gebruikte men hier driefasige wisselspanning op hoogspanning voor de treinen. Op 15 oktober 1902 reden de treinen hier voor het eerst ‘onder de draad’ met een spanning van 3600 volt met een frequentie van 15 Hz. Dit is een systeem met twee bovenleidingdraden, een voor elke fase en de derde fase op een middenrail.

## Het ontstaan van de Staatsspoorwegen
Ook aan het begin van de twintigste eeuw bleef het systeem met de private spoorwegmaatschappijen heel moeilijk. Het gebrek aan investeringen en de lage winstgevendheid van veel spoorlijnen bracht de maatschappijen ertoe om het personeel steeds harder te laten werken, op een zelfs voor die tijd buitensporige wijze. Steeds luidruchtigere vakbondsmanifestaties maakten dat ook de publieke opinie en de politiek begon te eisen dat de contracten van 1884 werden herroepen. Aan het eind van 1898 werd er een parlementaire onderzoekscommissie ingesteld ‘om de spoorwegen te herstructureren’. De eensluidende conclusie was dat vanwege hun strategische waarde de spoorwegen niet langer meer overgelaten konden worden aan groepen private investeerders. In 1905 werden verschillende wetten aangenomen, waarin werd geregeld dat de staat de exploitatie van de spoorwegen zou overnemen van de verschillende private maatschappijen. De staat nam daarmee het directe beheer op zich van 10557 km spoorwegen (waarvan 9868 km al in staatseigendom was) en noemde het netwerk Ferrovie dello Stato (Staatsspoorwegen). In het volgende jaar, toen ook de spoorlijnen van de SFM aan de staat werden overgedragen, bedroeg het spoornetwerk van de staat 13.075 km, waarvan 1917 km dubbelsporig. In juli 1907 werd de structuur van de staatsexploitatie van de spoorwegen geregeld met een wet “op de exploitatie van staatswege van de spoorwegen die niet in concessie zijn bij private maatschappijen.”

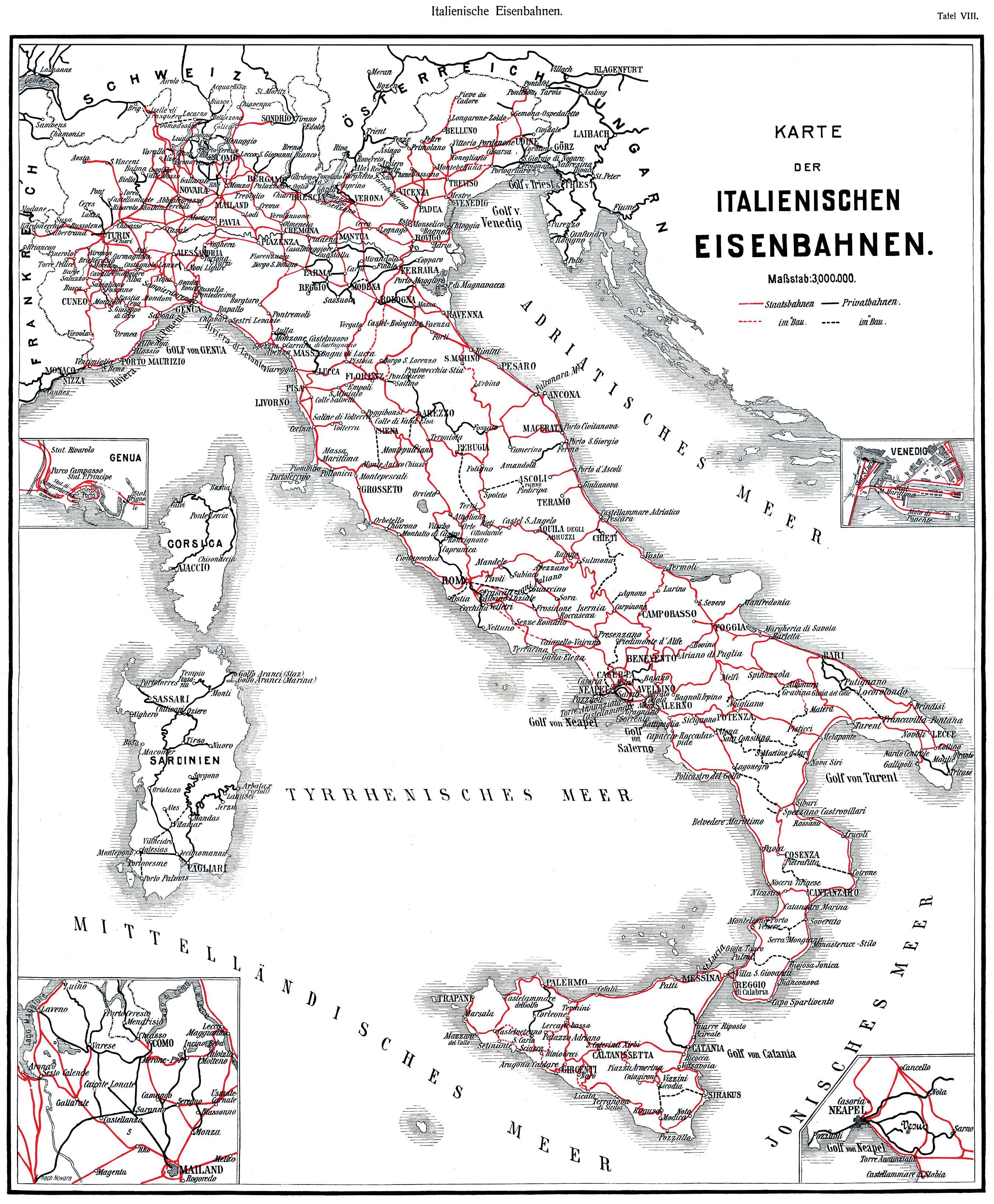
Staatsspoorwegen en private spoorwegen in 1912

Er zijn regionale spoorwegen zoals de Ferrovie Nord Milano die zelfstandig bleven. Deze maatschappij van de Generale Maatschappij van België door SFM werd overgenomen in 1907 en later door de regio Lombardije werd overgenomen. Ook de spoorwegen van Sardinië werden niet genationaliseerd.(zie kaart) Pas in 1919 werd het hoofdspoornest (normaalspoor) overgenomen door de staatsspoorwegen.

### Reorganisatie van de spoorwegen onder leiding van Riccardo Bianchi

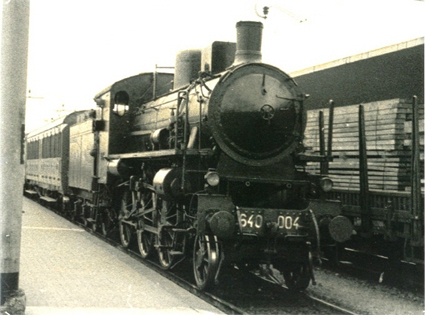
Een stoomlocomotief van het type FS 640

Algemeen directeur van de spoorwegen werd Riccardo Bianchi, een ingenieur uit Piëmont. Hiervoor was hij algemeen directeur van de Maatschappij voor de Siciliaanse Spoorwegen. Naast zijn grote technische kennis bezat hij ook grote bestuurlijke capaciteiten. Tot aan 1907 werd Bianchi ondersteund door een administratief comité en daarna door een Raad van Bestuur, die werd voorgezeten door de Minister van Openbare Werken.
De organisatie van het nieuwe spoornetwerk bleek erg lastig. De gebouwen en het rollend materieel bevonden zich in erbarmelijke toestand. Het bleek noodzakelijk om de verschillende exploitatiereglementen te coördineren en samen te voegen en tevens om een nieuw werkingskader op te stellen en om het personeel in de nieuwe organisatie in te passen, dat immers van verschillende maatschappijen met verschillende statuten afkomstig was. Er werd een algemene directie gevormd, met 13 centrale diensten en 2 inspectoraten generaal, alle gevestigd in Rome. Verspreid over het land werden nog 8 rayondirecties ingesteld.
Het meest nijpende probleem was nog wel het materieel. Bij de vorming van de Staatsspoorwegen (FS) bestond het wagenpark uit 2664 stoomlocomotieven (waarvan 738 al meer dan 30 jaar oud), uit 6985 rijtuigen (met 2 of 3 assen) van meer dan 30 jaar oud en uit 52778 goederenwagons (20% daarvan was al 40 jaar of langer in bedrijf). De eerste maatregel om deze situatie het hoofd te bieden, was het plaatsen van orders voor de bouw van 567 locomotieven, 1244 rijtuigen en 20623 goederenwagons. Om de eerste nood te lenigen werden 50 Engelse locomotieven gekocht. Het waren weliswaar gebruikte exemplaren en van een oud model, maar wel sterk en betrouwbaar. Deze verschenen als type FS 380 op het spoor in Italië. In 1906 werd de Simplontunnel geopend voor het verkeer, wat enorm belangrijk was voor het verkeer richting Zwitserland en Midden-Europa. Het onverwacht grote succes van de elektrificatie van de lijnen in de Valtellina zorgde ervoor dat ook deze lange tunnel direct van bovenleiding werd voorzien. Al snel werd ook een groot deel van de lijnen in Piëmont en Ligurië geëlektrificeerd en enkele andere belangrijke lijnen, zoals de Porrettana-spoorlijn en de Brennerspoorlijn.
Onder leiding van Bianchi lukte het al vrij snel om de spoorwegen te kunnen laten voldoen aan de hogere eisen van het publiek. Diverse initiatieven werden ontplooid: er werd op de hoofdlijnen een seinstelsel aangelegd (ter vervanging van de armseinen), er werd een systeem van treindienstleiding opgezet met centrale bediening van wissels en seinen (ter vervanging van het interlockingsysteem) en verder werden er grote stations gebouwd of gemoderniseerd. Bovendien werd er nieuw en moderner materieel gebouwd (bijvoorbeeld de eerste rijtuigen op draaistellen).
Bianchi leidde de spoorwegen gedurende 10 jaar, maar kort nadat hij was opgevolgd door ing. De Cornè raakten de spoorwegen betrokken bij de Eerste Wereldoorlog. Dit vroeg om een grote organisatorische inspanning en na de oorlog ook om een grote herstructurering van de beschadigde infrastructuur. De spoorwegen moesten zich reorganiseren om de nieuwe opgaven aan te kunnen. Daar kwamen nog de technische en commerciële aspecten bij vanwege het in bezit krijgen van nieuwe spoorlijnen, die anders waren ingericht en waarvan het personeel onder andere statuten/arbeidsovereenkomsten werkte. Dit kwam omdat Italië na de oorlog gebiedsuitbreiding had gekregen (Zuid-Tirol en Istrië).
De komst van het fascistische bestuur in 1922 bracht opnieuw grote veranderingen.

### De spoorwegen tijdens de periode van het fascisme

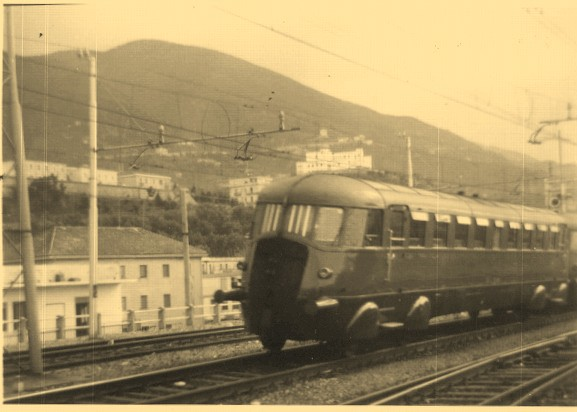
Een Fiat ALn 56-treinstel bij binnenkomst in het station van Paola (Calabrië)

In 1922 werd de Raad van Bestuur ontbonden en vervangen door een regeringscommissaris. Twee jaar later werd het Ministerie van Communicatie opgericht en de minister kwam aan het hoofd van de FS te staan. Een nieuwe Raad van Bestuur kreeg slechts een raadgevende functie. De aanleg van nieuwe lijnen ging over naar het Ministerie van Openbare Werken en dat is nog steeds het geval.
De periode 1920-1939 is een van de belangrijkste uit de geschiedenis van de spoorwegen geweest. Er waren grootschalige werkzaamheden op het gebied van lijnen en stations, nieuwe technologische toepassingen, sterkere en snellere tractiesystemen, modernere en comfortabelere rijtuigen en de opzet van een moderne treindienstleiding.
Los van de algemene inrichting van het spoorwegnet (dat door de overname van de lijnen op Sardinië met 400 km werd uitgebreid) was een van de belangrijkste verwezenlijkingen na de Eerste Wereldoorlog de opening van de directe verbindingen Rome-Napels via Formia en Florence-Bologna. De nieuwe lijn Rome-Napels was 1,5 uur sneller dan de oude lijn over Cassino. Vooral de lijn Florence-Bologna vervulde het fascistische regime met trots. De aanleg was moeilijk, omdat men door de Apennijnen heen moest. Onderdeel van de lijn was een tunnel die toen, na de Simplontunnel, de langste spoortunnel ter wereld was. Het regime kon met deze spoorlijn laten zien waartoe het in staat was op het gebied van openbare werken.
Ook werd in Ligurië en Piëmont begonnen met de elektrificatie op basis van 3000 V gelijkstroom, dat al snel het oude systeem van driefasige stroom zou vervangen. Het systeem van blokbeveiliging werd uitgebreid en men begon ook proefnemingen met automatische beveiliging. Een systeem van elektrische seinen werd aangelegd en stations werden uitgerust met stationsbeveiliging (op basis van een hefboomsysteem). Ook de bouw of modernisering van de grote stations gebeurde in deze tijd (bijv. Milano Centrale, Milano Smistamento, Roma Ostiense, Napoli Mergellina, Roma Termini enz.)
Ook werd er vooruitgang geboekt op het gebied van de tractie (stoomtreinen begonnen langzamerhand te wijken voor elektrische treinen) en bij de rijtuigen. Er verscheen lichter materieel op het spoor: elektrische treinstellen met verwarming (1933), wat een nieuwe bijdrage aan de modernisering was. Rijtuigen voor reizigers werden voortaan gemaakt van metaal en voorzien van draaistellen.
Onder de technische leiding van ing. Giuseppe Bianchi en van buitengewoon commissaris Edoardo Torre, die in 1923 benoemd was na de ontbinding van de Raad van Bestuur eind 1922, werd de eerste generatie elektrische locomotieven ontwikkeld, direct gevolgd door de eerste elektrische treinstellen met verwarming en de ETR-treinstellen. Deze grote successen zorgden ervoor dat het fascistische Italië ook een van de economische en industriële grootmachten werd.
Ook het wagenpark van de goederenwagons veranderde door de ontwikkeling van de binnenlandse en buitenlandse handel. Zo kwamen er bijvoorbeeld koelwagons op het spoor voor het vervoer en de export van land- en tuinbouwproducten.

## De gouden tijd van de spoorwegen
De snelheid en de reistijd van de treinen kwam flink hoger te liggen door de ontwikkeling van lichter materieel (de eerste elektrische treinen deden 5:38 uur over de 629 km tussen Rome en Milaan). De dienstregelingen werden geperfectioneerd en er gingen directe treinen rijden tussen de grote steden in Noord- en Zuid-Italië (in 1928 reed de eerste directe trein tussen Napels-Rome-Milaan/Turijn). Op 6 december 1937 reed een ETR 200 trein (met Franse technici als genodigden aan boord) tussen Rome en Napels 201 km/u op het traject Campoleone-Cisterna. Het verhaal gaat dat Mussolini zelf de trein bestuurde, maar dat was slechts een verzinsel.
Op 20 juli 1939 haalde het treinstel ETR 212 een snelheid van 203 km/u tussen Pontenura en Piacenza op de lijn Florence-Milaan. De trein vestigde hiermee in zijn soort een wereldrecord en vormde een mooi begin voor de hogesnelheidstreinen die dertig jaar later op het spoor zouden verschijnen.
In de periode 1925-1935 was het regime weliswaar druk bezig met de ontwikkeling en de uitbouw van de spoorwegen, maar voor het spoorwegpersoneel was de situatie minder florissant. De arbeidsomstandigheden werden verslechterd, omdat er meer uren gewerkt moest worden en de salarissen verlaagd werden. Een bijna maniakaal streven naar punctualiteit leidde tot het spreekwoord “tijdens het fascisme reden de treinen tenminste op tijd”. Toch was het ook zo dat ondanks de moderne middelen en de nog niet zo drukke spoorlijnen, de machinisten onder een strenge discipline met zware arbeidsomstandigheden moesten werken: dienstroosters werden verlengd en machinisten kregen te maken met sancties en boetes bij vertragingen, zelfs wanneer die niet hun schuld waren.
Op het organisatorische vlak veranderde ook het een en ander: de spoorwegen vielen voortaan onder het nieuwe Ministerie van Transport en niet meer onder het Ministerie van Openbare Werken. De regie over de aanleg van nieuwe spoorlijnen was nog wel een taak voor Openbare Werken.
In 1938 werd de centrale directie onderverdeeld in 7 Centrale Diensten. Zes daarvan waren gevestigd in Rome, maar de Dienst voor materieel en tractie zat in Florence. Daarnaast werden nog enkele centrale kantoren opgericht: Reizigers- en bagagecontrole in Florence en de Goederencontrole in Turijn.
Ing. De Cornè werd als directeur-Generaal opgevolgd door achtereenvolgens de heren Crova, Alzona, Oddone en Velani. Toen brak de Tweede Wereldoorlog uit, die voor veel verwoestingen op het spoor zorgde.

## De periode 1945-1970

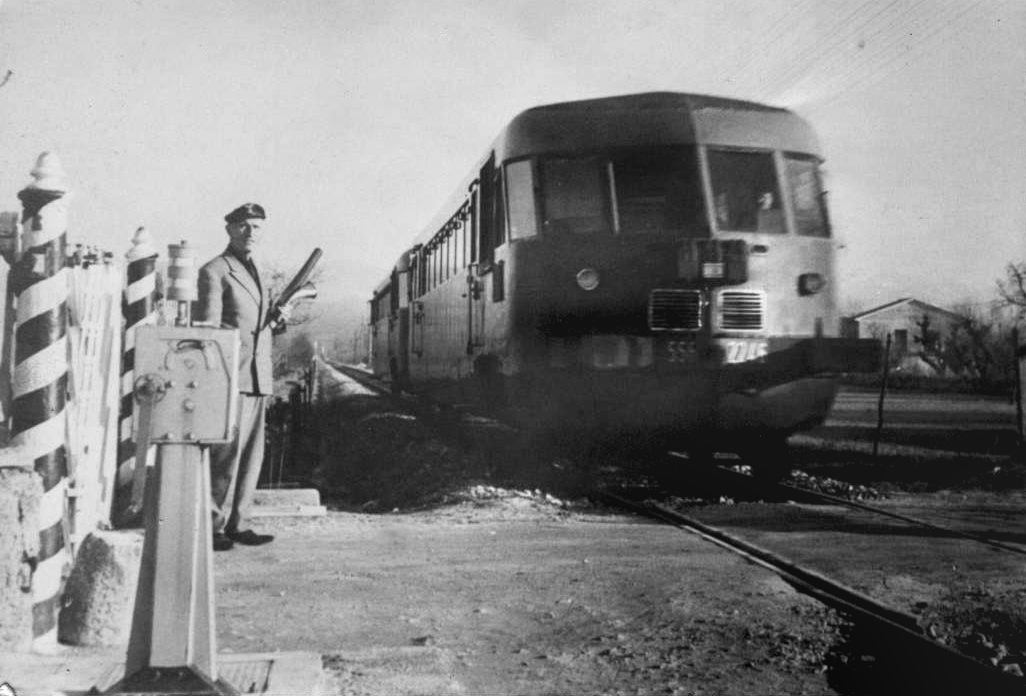
Treinstel Breda ALn 556 in de buurt van L’Aquila

Na de oorlog bleek dat het spoorwegnet voor 60% verwoest was en dat complete spoorlijnen onbruikbaar waren geworden. Het wagenpark was voor meer dan 70% onbruikbaar of verwoest. Veel van de nieuwe elektrische locomotieven waren beschadigd en moesten vervangen of voor een groot deel gerepareerd worden. Dankzij de steun van het Marshallplan slaagde men er met weinig financiële middelen – en met weinig vertrouwen van de regering en de publieke opinie – toch in om langzaam de situatie meester te worden. Nadat het spoorwegnet grotendeels hersteld was, begonnen er dag na dag meer treinen te rijden, vol met passagiers en goederen. De geringe aandacht voor de wederopbouw en de korte termijnblik van politici leidde er helaas niet toe dat het gebrek aan logica in de structuur van het spoorwegnet aangepakt werd. Trajecten die niet meer berijdbaar waren, werden dus niet helemaal opnieuw aangelegd. Men gaf er de voorkeur aan om zo snel mogelijk zo veel mogelijk lijnen weer in bedrijf te brengen, zodat er in ieder geval gereden kon worden.

### De Wederopbouw
In de jaren na de oorlog was ing. Giovanni Di Raimondo Directeur Generaal van de spoorwegen. Vanaf 1957 werd hij opgevolgd door achtereenvolgens de directeuren Rissone, Renzetti en Fienga. Onder hun leiding begon een nieuwe periode van spoorwerkzaamheden. Dit had als doel om de laatste oorlogsschade te herstellen en om het spoorwegnet helemaal klaar voor de toekomst te maken. In de organisatiestructuur kwamen nog twee nieuwe diensten: de Gezondheidsdienst en de Dienst Algemene Zaken. In 1963 kreeg het Ministerie van Transport ook de bevoegdheid over de burgerluchtvaart.
De technische ontwikkelingen van voor de oorlog werden weer voortgezet: nieuwe werkplaatsen, spoorverdubbeling van de lijn Battipaglia-Reggio Calabria, viersporige lijnen, infrastructuur, stations en emplacementen, verbetering van de treinuitrusting, uitbreiding van het seinstelsel en de blokbeveiliging, introductie van centrale treindienstleiding, uitbreiding van de elektrificatie op basis van 3000 V gelijkstroom en de omvorming naar driefasige wisselstroom.
Ook zette de modernisering op het gebied van de tractie zich voort: het aantal stoomtreinen werd snel minder en het aantal elektrische en diesellocomotieven nam sterk toe. Er kwamen veel nieuwe rijtuigen, treinstellen en wagons.
In de jaren 50 maakte men Europese afspraken over de afmetingen van rijtuigen en zo ontstonden de eerste experimenten om met meerdere landen gezamenlijk treinen te laten rijden op internationale trajecten. Dit mondde uit in de invoering van de TEE-treinen (Trans Europ Express).
Er werden moderne veerboten ingezet in de Straat van Messina en in 1961 begon men met hetzelfde systeem tussen het vasteland en Sardinië. Konden er eerst alleen reizigers en goederen op de boot, nu konden mensen ook hun auto meenemen op de veerboot. Het goederentransport per schip via de kustvaart overtrof in deze periode nog wel het goederenvervoer per spoor (gerekend over een gemiddelde afstand van 500 km).
In deze periode nam het totaal aantal kilometers van het spoorwegnet evenwel licht af (dit in tegenstelling tot de enorme uitbreiding van het wegennet). Prof. Vincenzo Leuzzi, directeur van het Instituut voor Transport van de Sapienza-universiteit in Rome schrijft:
“De ontwikkeling van het wegennet verliep stormachtig, maar het spoorwegnet werd juist kleiner, vanwege de sluiting van secundaire lijnen die bij concessie in beheer waren bij private maatschappijen. Van 1955 tot 1972 nam het net van de FS af van 16.717 km tot 16.084 km, terwijl het aantal lijnen in concessie afnam van 5323 naar 3937 km. De spoorwegdichtheid nam af tot 0,067 km per km2. In dezelfde periode deed zich dit ook in het buitenland voor. In het Verenigd Koninkrijk, in Frankrijk en in West-Duitsland nam het spoorwegnet zelfs met meer dan 10.000 km af. De spoorwegdichtheid in Italië was vergelijkbaar met Frankrijk, maar lager dan Engeland (0,078 km per km2 en veel lager dan in West-Duitsland (1,2 km per km2).” (Vincenzo Leuzzi, Italy. Parlamento. Camera dei deputati. Segretariato generale, ed. Ambiente e informatica: problemi nuovi della società contemporanea. Vol. 16. Servizio studi, legislazione e inchieste parlamentari, 1974.)
Het eerste vijfjarenplan van de spoorwegen, dat liep van 1957 tot 1962, legde de bestemming van de beperkte financiële middelen vast. In 1961 werd een tienjarenplan vastgesteld voor de periode 1962-1972 met een budget van 1500 miljard lire. Het plan moest het spoorwegnet in alle aspecten optimaliseren. In deze periode begon ook de bouw van de rechtstreekse spoorverbinding Florence-Rome (Direttissima). Hiervoor werd nog eens 220 miljard lire vrijgemaakt.

### Moderniseringsdrang en plannen voor hogesnelheidslijnen

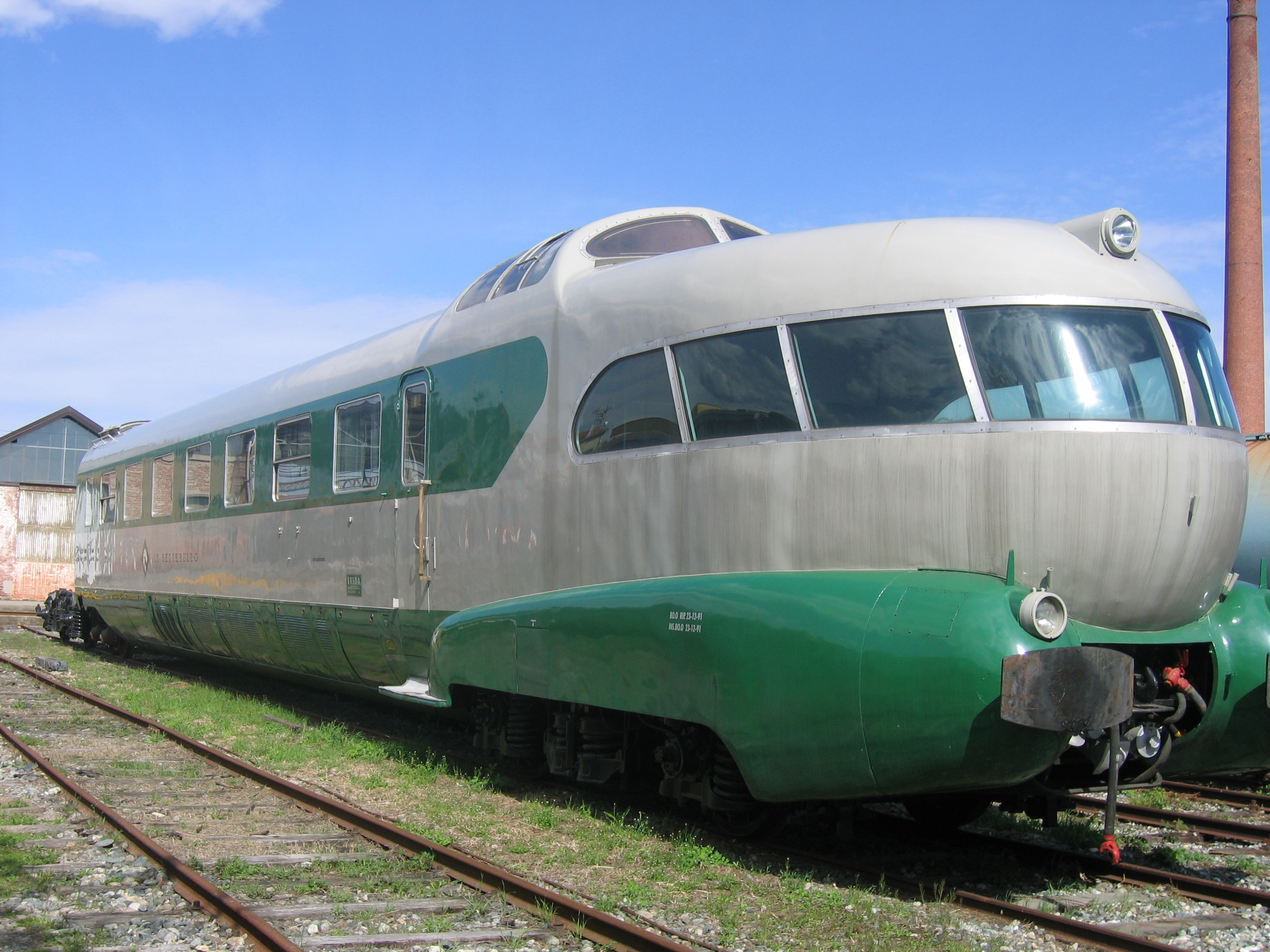
Kopbak van een ETR 252 Arlecchino te Santhià.

Met de locomotieven en de rijtuigen van toen waren snelheden boven 160 km/h niet mogelijk, zowel vanwege de motor als vanwege het gebruikte remsysteem.
De spoorwegen werkten aan programma dat moest voorzien in de bouw van materieel dat geschikt was voor hogere snelheden: zo werden 4 prototypen van de E444 locomotief gebouwd, die geschikt was voor snelheden tot 180 km/h. Een van deze locomotieven bereikte (met zes aangehaakte rijtuigen) in een testrit tussen Rome en Napels op 8 november 1967 een snelheid van 207 km/h. Ook in deze tijd haalde een treinstel van het type Ale 601 bij een testrit 240 km/h op het traject Rome-Formia-Napels en in 1985 haalde dit type zelfs 278 km/h op het traject Rome-Florence. Verder werden 6 ETR 220, 4 ETR 250 Arlecchino, 3 ETR 300 Settebello treinstellen omgebouwd om snelheden tot 200 km/h te kunnen bereiken. Ook werden 39 Ale 601 locomotieven ingezet voor snelheden tot 180 km/h en werden er 26 omgebouwd om 200 km/h te kunnen rijden.
Eind jaren 70 beschikten de FS over 53 E.444 Tartaruga-locomotieven met een maximumsnelheid van 200 km/h. Deze waren geschikt om reizigerstreinen te laten rijden op trajecten met het BACC-beveiligingssysteem. De dienstregeling was gebaseerd op een maximumsnelheid van 160 km/h.
Om te garanderen dat de remweg niet langer werd dan 2700 m. werden de treinen voorzien van een elektrisch reostatisch remsysteem voor snelheden boven 160 km/h en een mechanische rem voor de lagere snelheden.
Bovendien werd ook voor de rijtuigen het bestaande remsysteem en het nieuwe systeem met schijfremmen geoptimaliseerd.
De Dienst Tractie van de FS liet met het oog op het rijden met hoge snelheden studies uitvoeren naar nieuwe typen locomotieven, treinstellen en rijtuigen. In dit kader werd als prototype locomotief E.666 gebouwd (de eerste op basis van 6000 V gelijkstroom). Deze moest lange treinen kunnen trekken bij snelheden tot 200 km/h en kreeg een elektrisch reostatisch systeem om snel van 200 naar 30 km/h te kunnen remmen.
Ondertussen werd er vooruitgang geboekt in het verder stroomlijnen van het spoorwegnet. Bestuurderscabines werden voorzien van de kwiteerknop. Nieuwe technieken als de kantelbak werden opgezet. In 1967 presenteerde ing. Camposano, onderdirecteur van de Dienst Materieel en Tractie van de spoorwegen, op een internationaal congres voor transporttechnici in Genua zijn ideeën voor een trein met een kantelbak. Hij ging hiermee met Prof. Franco Di Majo van de spoorwegdivisie van FIAT aan het werk en aan het eind van het jaar lag er een globaal plan voor de ontwikkeling van deze techniek.
In mei 1970 maakte de FS geld vrij voor de bouw van de ETR 401 Pendolino, een prototype dat het begin moest worden van een hele rij elektrische kantelbaktreinen, maar de economische crisis van begin jaren 70 en de politieke instabiliteit leidden tot een aanpassing van het programma. De ETR 401 bleef uiteindelijk een prototype.
De FS trok de orders voor de bouw van meer treinen in, omdat de politiek een andere beleidslijn inzette voor de transportsector. Men investeerde liever in andere sectoren dan in hogesnelheidstreinen. Vanuit een zekere kortetermijnvisie was er geen oog voor de enorme mogelijkheden van deze kantelbaktreinen. Niet alleen zou de gemiddelde snelheid op bochtige trajecten omhoog kunnen, maar ook zou er flink bespaard kunnen worden op de uitgaven voor spoorverbetering, wanneer het minder nodig zou zijn om spoorlijnen recht te trekken. De ETR 401 bleef dus de enige in zijn soort en reed zijn rondjes op secundaire lijnen.
Op 25 juni 1970 begon de bouw van de directe spoorlijn Rome-Florence, de eerste echte hogesnelheidslijn in Europa. Men begon de werkzaamheden met de bouw van het Paglia-spoorviaduct. Met zijn lengte van 5375 meter was dit toen de langste spoorbrug van Europa. Het eerste baanvak (138 km van Rome tot Città della Pieve) werd geopend op 24 februari 1977. Dat men als eerste in Europa een hogesnelheidslijn had, vormde voor Italië een historisch moment, maar de euforie hierover verdween al snel naar de achtergrond vanwege de opeenvolgende vertragingen waarmee de rest van het project te maken kreeg. Allerlei obstakels van vooral politieke aard zorgden ervoor dat de lijn pas in 1992 voltooid werd.
De modernisering van de bestaande spoorwegen in de jaren 70 waren niet zozeer gericht op het verhogen van de snelheid als wel op het vergroten van de capaciteit. Veel lijnen (bijvoorbeeld Rome-Cassino-Caserta) hadden al hun verzadigingspunt bereikt, zodat het niet mogelijk was om met een hogere frequentie treinen te laten rijden op deze trajecten.

### Forensenverkeer

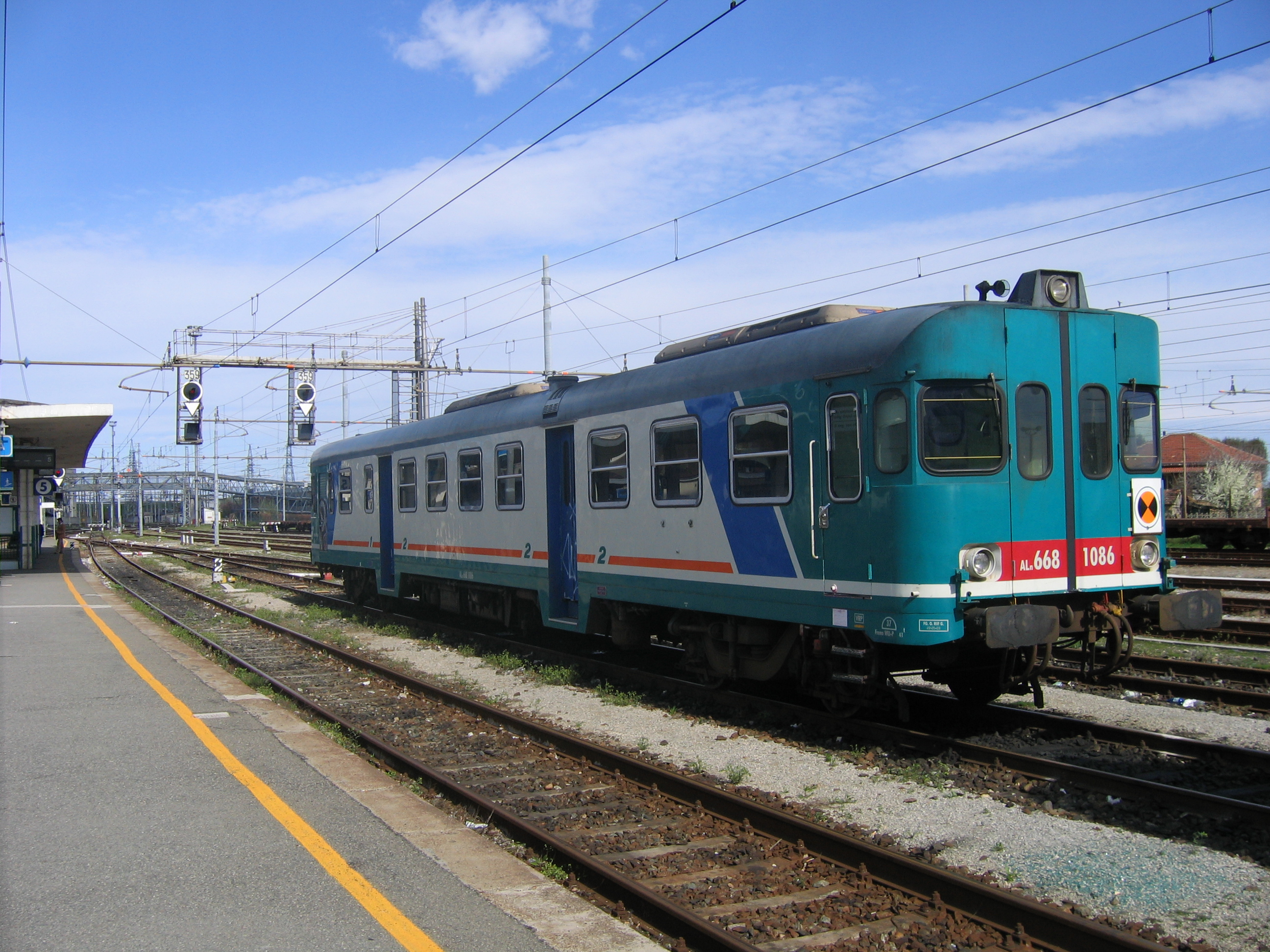
ALn 668 serie 1000 te Santhià

Een van de meest dringende problemen was het verouderde materieel, dat allang niet meer voldeed aan de kwaliteitsvereisten.
Het Piano interventi straordinari (Plan voor bijzondere ingrepen) uit 1975 kwam hieraan tegemoet met uitgebreide orders voor de spoorwegindustrie. De politieke prioriteiten en de beleidslijnen van de regering veranderden echter en richtten zich meer op het vervoer van forensen. De programma’s ter verhoging van de snelheid werden hierdoor vertraagd. In plaats van snellere treinen, werden er juist 160 locomotieven van het type E656 besteld en 80 van het type Ale 801 en Ale 940 en 120 diesellocomotieven van het type Aln 668 en 35 D.345 locomotieven en 215 rangeerlocomotieven van de types 214, 225 en 245
Verder werden er voor het reizigersvervoer 500 UIC-X rijtuigen besteld, 100 Eurofima rijtuigen en 300 rijtuigen met verlaagde vloer en daarbij nog 100 bagagewagons en postwagons. Ten slotte werden er 7000 goederenwagons van verschillende types besteld. Dit waren op zich nuttige investeringen, maar er werd te veel materieel voor pendeltreinen besteld. Dit leidde weer tot overcapaciteit.

## Jaren van verandering

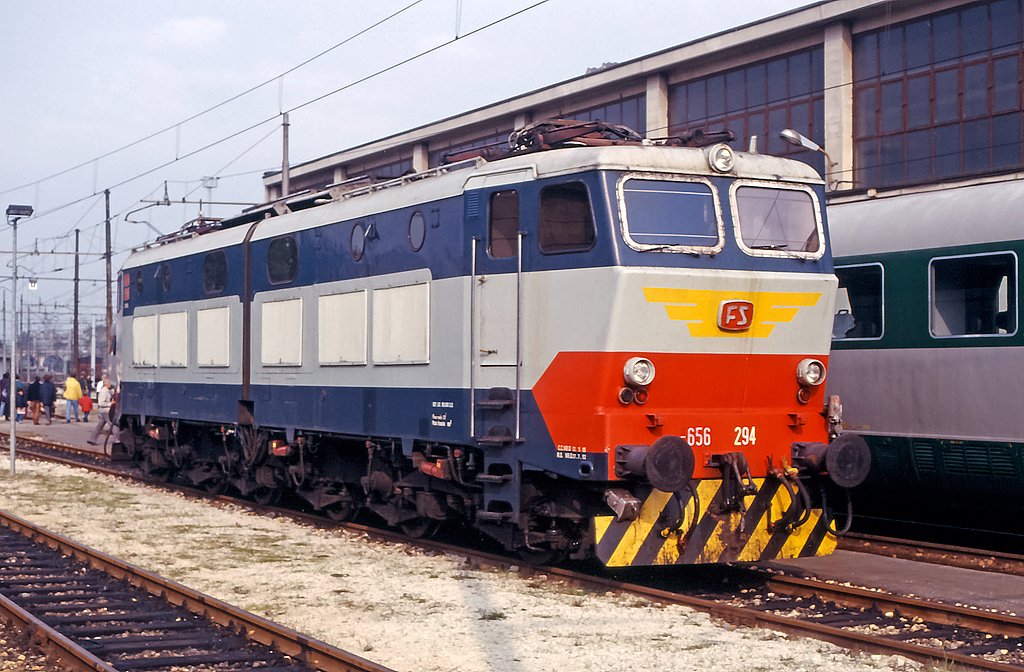
E.656 locomotief

De jaren rond 1980 waren voor de spoorwegen een moeilijke periode. Ondanks dat er grote bedragen in het spoor geïnvesteerd waren, bleken vele uitgaven weinig effectief. Talloze projecten waren begonnen, maar werden niet voltooid. Vaak waren deze projecten ook weinig zinvol. Het meest treffende voorbeeld is wel de bouw van het lange spoorviaduct van Castagnole delle Lanze, dat bedoeld was om een tracé recht te trekken met maar weinig reizigers. Deze lijn zou korte tijd later op de lijst komen van stil te leggen spoorlijnen. Er waren ook ernstiger gevolgen.
Deze handelwijze, die voornamelijk politiek gemotiveerd was en niet opgezet was vanuit een rationele beleidslijn, zorgde er voor dat de ontwikkelings- en moderniseringsprojecten voor het hoofdnet achterop raakten. Plannen voor de bouw van nieuwe spoorlijnen werden bevroren, maar mochten die wel uitgevoerd zijn, dan had dat juist een positief effect gehad op de regionale lijnen. Er was dan meer ruimte op het spoor geweest voor het forensenverkeer. Een voorbeeld is de lijn Napels-Salerno. Deze was al ontworpen in het begin van de jaren 80 om de drukte op het spoor rond Napels te verminderen, maar werd pas geopend in juni 2008. De redenering was steeds dat het spoor in essentie een vorm van massatransport was voor forensen in de voorsteden. De ongerichtheid van de uitgaven en het weinig doordachte programma voor de aanschaf van nieuw materieel leidde tot overcapaciteit op sommige gebieden en tot tekorten op andere gebieden. De Italiaanse spoorwegindustrie miste zo kansen tot innovatie, aangezien de FS ook de grootste afnemer was. Hierin lag ook de reden voor de ondergang van de industrie in de jaren 90.
De nieuw ontwikkelde technieken op het gebied van tractie, in het bijzonder de toekomstgerichte kantelbaktechnologie, maakten een te klein deel uit van de orders en zo verdwenen deze van de markt wegens een gebrek aan competitiviteit. De waardevolle patenten op de kantelende draaistellen die in het bezit waren van de spoorwegdivisie van Fiat, kwamen in handen van het Franse bedrijf Alstom. Veel Italiaanse constructeurs schroefden hun activiteiten terug of verdwenen zelfs van de markt. De Italiaanse industrie zou hiervoor duur betalen in de eengemaakte Europese markt.
In 1985 eindigde de autonome bestuursvorm van de FS. Wet 210 van 17 mei bepaalde dat de spoorwegen voortaan onder direct toezicht kwamen te staan van het Ministerie van Transport.
In 1992 werd het spoorwegbedrijf veranderd in een naamloze vennootschap met de staat als enig aandeelhouder (via het Ministerie van Financiën), die de spoorwegactiviteiten dan wel in concessie moest geven aan andere partijen. In de jaren hierna ontstond er een waaier aan bedrijven die soms doelstellingen hadden die weinig meer met het directe spoorbedrijf te maken hadden.
De nieuwe organisatiestructuur moest tegemoetkomen aan de Europese richtlijn 91/440, die een boekhoudkundige scheiding vereist tussen het beheer van de infrastructuur en de vervoersactiviteiten. De spoorweginfrastructuur, dat wil zeggen de rails, seinen, wissels etc. werd losgemaakt van het reizigers- en goederenvervoer. Dit paste in het principe van de liberalisering van de markt, net zoals dat bij het transport op de weg gebeurde. Daar biedt het wegennet immers ook ruimte aan verschillende vervoerders. Met enige vertraging ontstond zo in 1998 de divisie Infrastructuur en in 1999 de zogeheten “drie divisies”: divisie passagiers, divisie regionaal vervoer en divisie Cargo. De oude Dienst Materieel en Tractie werd omgevormd tot Eenheid Technologie en Rollend Materieel.
Het regionale transport, waarvoor de bevoegdheid in 1997 was overgedragen aan de regio’s, onderging ook veranderingen. Talloze regionale of provinciale spoorwegbedrijven of andere consortia werden opgericht. Deze zorgden in sommige gebieden voor een snelle ontwikkeling, maar in andere gebieden was juist sprake van een erg langzame vooruitgang, waarvan de gevolgen echter moeilijk concreet vast te stellen zijn.
In lijn met dit reorganisatieproces lag ook de vorming van het bedrijf Trenitalia in juni 2000. Al het reizigers- en goederenvervoer (materieel en rijdend personeel inbegrepen) viel onder dit bedrijf. Binnen Trenitalia werd de verdeling in drie divisies gehandhaafd (passagiers, regionaal vervoer en goederen). In 2001 werd het bedrijf Rete Ferroviaria Italiana (RFI) opgericht, dat alle infrastructuur in eigendom kreeg. Binnen RFI werd ook het instituut CESIFER opgericht, dat als taak kreeg het afgeven van veiligheidscertificaten voor het spoor. Dit opende de mogelijkheid voor andere bedrijven om na het verkrijgen van een vergunning en na de toewijzing van rijtijden gebruik te maken van het spoor.

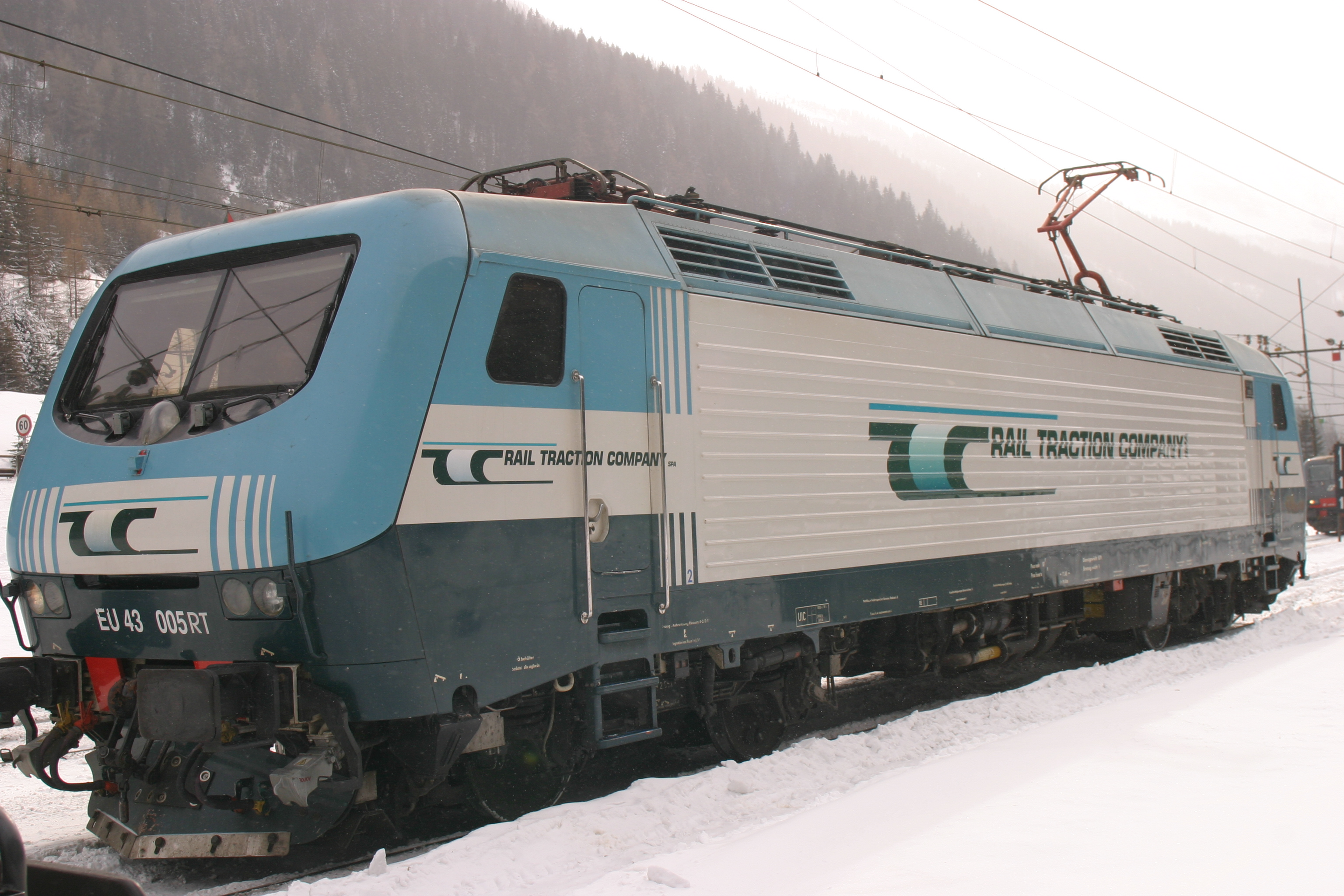
Elektrische locomotief EU43 van Rail Traction Company

In navolging van de Europese richtlijn 2004/39/EG betreffende de veiligheid op het spoor werd in 2007 Cesifer overgedragen aan het nieuwe Agentschap voor de veiligheid op het spoor (Agenzia Nazionale per la Sicurezza delle Ferrovie (ANSF)), dat op 16 juni 2008 in werking trad.
Nadat de FS en Trenitalia vrijwel automatische een toegangsovereenkomst voor het spoor kregen, kwamen er jaar na jaar meer bedrijven bij die gebruik mochten maken van het spoorwegnet van RFI (na het ontvangen van een veiligheidscertificaat).

## De keuze voor hogesnelheidslijnen
In het begin van deze eeuw werd het programma voor de bouw van hogesnelheidslijnen en van belangrijke internationale verbindingen weer opgepakt. Deze beleidskeus kreeg als motto “hoge snelheid / hoge capaciteit” (AV/AC) mee en had betrekking op spoorlijnen die ook geschikt zijn voor zwaar of bijzonder transport en die geregeld aftakkingen naar bestaand spoor hebben. Ook werd nu definitief overgestapt van elektrificatie met 3000 V gelijkstroom naar 25kV, 50 Hz wisselstroom. Dat was nodig omdat er veel meer vermogen vereist werd vanwege de hoge stroomsterkte die rijden met hoge snelheid met zich meebrengt. Dit leidde weer tot moeilijk oplosbare problemen met betrekking tot de stroomafnemers. Ook bij hoge snelheden moeten die de bovenleiding blijven aanraken en dus moet de stroomdraad zo horizontaal mogelijk hangen.

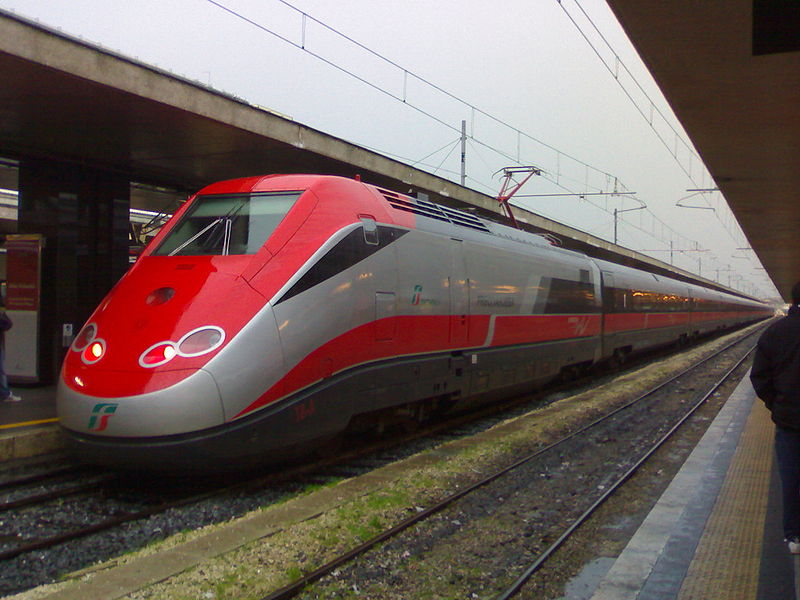
ETR 500 Frecciarossa. De naam "Frecciarossa" (rode pijl) werd gegeven ter gelegenheid van de ingebruikname van de hogesnelheidslijn Milaan-Bologna in december 2008.

De eerste hogesnelheidslijn in Italië (en in Europa) was zoals gezegd de Direttissima van Florence naar Rome (254 km). Deze werd in delen aangelegd tussen 1970 en 1992. Pas na 2000 kwam er voortgang in de aanleg van nieuwe lijnen. Het spoorinfrastructuurbedrijf RFI plande lijnen langs de assen Turijn-Triëst en Milaan-Salerno. Inmiddels is dit project grotendeels klaar. Voor de beveiliging werd gekozen voor het ERTMS-systeem. Op de rest van het spoorwegnet werden de systemen SCC en SCMT ingevoerd.
Momenteel zijn de volgende lijnen in aanleg of nog in ontwerp: de lijn Tortona-Novi Ligure-Genua (een deel van het traject Milaan-Genua) en de internationale verbindingen met Lyon ([Basistunnel Turijn-Lyon) en Innsbruck (Brenner-Basistunnel).
Minder concrete plannen zijn er voor een verbinding met Ljubljana (Trieste-Ljubljana) en voor een verhoging van de capaciteit op de lijn Salerno-Reggio Calabria. Geregeld ontstaan er ideeën om deze lijn door te trekken naar Sicilië via een brug over de Straat van Messina. De lijn Messina-Catania-Palermo zou dan ook opgewaardeerd moeten worden. Verder zijn er plannen om de capaciteit te verhogen op de lijn Napels-Bari.
Trenitalia zet voor het hogesnelheidsprogramma voornamelijk Pendolino kantelbaktreinen in. Op de nieuwe tracés rijden voornamelijk ETR 500 treinstellen. De oude benaming freccia (pijl) voor snelle treinen wordt sinds 2011 weer gebruikt. Er zijn drie categorieën: Frecciarossa, Frecciargento en Frecciabianca (rode, zilveren en witte pijl).

## De jaren 2000 en het ontstaan van private spoormaatschappijen
De periode na 2000 wordt gekenmerkt door de liberalisering op het spoor. Dit wil zeggen dat meerdere spoorbedrijven diensten kunnen aanbieden op het spoorwegnet. De liberalisering betreft alleen het vervoer. De infrastructuur blijft in handen van één bedrijf: RFI. Zo rijden er dus treinen van verschillende bedrijven over het spoor, die soms elkaar concurreren, maar soms ook elkaar aanvullen via een overeenkomst daartoe. In het goederenvervoer, vooral bij gespecialiseerd vervoer of bloktransport (TBE), zijn er sinds 2001 veel bedrijven actief geworden. Als eerste verscheen Ferrovie Nord Cargo op het spoor. Op 25 september 2001 liet dit bedrijf met een transport van Zeebrugge naar Milaan zijn eerste trein rijden en brak zo het monopolie van de staatsspoorwegen. Vervolgens werd ook door private investeringen Rail Traction Company opgericht, dat op de Brenner-lijn actief is. Voor het reizigersvervoer van Trenitalia verschenen er nog geen concurrenten. De enige uitzondering is het bedrijf Nuovo Trasporto Viaggiatori (NTV), dat de .italo-hogesnelheidstreinen laat rijden. Dit bedrijf werd in 2006 opgericht door enkele Italiaanse zakenlieden: Luca Cordero di Montezemolo, Diego Della Valle, Gianni Punzo en Giuseppe Sciarrone, die kansen zagen in de liberalisering. In januari 2008 stapten ook de Italiaanse bank Intesa SanPaolo en de Franse spoorwegmaatschappij SNCF in het bedrijf door aandelen in te kopen. In maart 2011 diende NTV een klacht in tegen RFI wegens concurrentieverhindering. Op 19 november kreeg NTV echter van het agentschap voor veiligheid op het spoor (ANSF) het veiligheidscertificaat om gebruik te mogen maken van het hogesnelheidsnet en de toeleidende sporen. Op 28 april 2012 reed op het traject Milano Porta Garibaldi – Napoli Centrale de eerste .italo-trein. Andersom rijdt nu een Italiaanse spoorbedrijf Thello, een dochterbedrijf van Trenitalia (tot 2016 was Transdev ook aandeelhouder), de nachttreinen tussen Frankrijk en Italië. Ook rijdt de maatschappij dagtreinen tussen Marseille en Milaan. De Thellotreinen rijden in Frankrijk onder eigen licentie. Vroeger werden de nachttreinen met de SNCF/Trenitalia samenwerkingsverband Artesia gereden. De SNCF op zijn beurt rijdt de TGV Parijs - Milaan onder eigen beheer in Italië, maar gebruikt niet de Italiaanse hogesnelheidslijn tussen Turijn en Milaan.
Het bedrijf Arenaways verging het in eerste instantie minder goed. Dit bedrijf, opgericht door de Italiaanse zakenman Giuseppe Arena, wilde treindiensten op korte en lange afstand inleggen, maar stopte na korte tijd. De belangrijkste oorzaken waren dat het bedrijf heel moeizaam van RFI toestemming wist te verkrijgen voor regelmatige dienstregelingen en dan ook op trajecten die winstgevend zouden kunnen zijn.
Tot 2024 had de liberalisering van de spoorwegen geen nieuwe private partijen op het spoor gebracht, behalve NTV. Andere nieuwe bedrijven opereren onder de vleugels van regionale of lokale overheden en rijden alleen op lokale spoorlijnen.